# Illapu
Illapu es un reconocido grupo chileno de música de raíz folclórica andina, fundado en 1971 en la ciudad de Antofagasta. El nombre Illapu viene del idioma quechua y significa «rayo». En sus primeros discos el grupo se caracterizaba por el rescate de instrumentos, melodías y líricas relacionadas con la cultura andina.
Musicalmente, Illapu, comenzó explorando temáticas folclóricas derivadas de expresiones autóctonas andinas: música andina y folclore latinoamericano, desarrollando finalmente una fusión de estilos que mezclan el jazz y el rock, entre otros géneros. La lírica o temática de sus canciones ha conjugado desde los aspectos más puros de la música andina, donde no solo han interpretado temas del repertorio tradicional, sino que han evolucionado a la composición instrumental donde destacan por la complejidad de sus obras y su ejecución. En sus canciones destacan aspectos sociales, políticos y culturales, y cada álbum se ha convertido en una radiografía del momento y presente desde la perspectiva popular. Así han resaltado los problemas sociales y políticos de la dictadura y de la transición democrática chilena, proponiendo soluciones y a veces hasta siendo premonitorios. Esta es una de las claves que explican el largo éxito del conjunto y su arrastre con gentes de todo el mundo, especialmente de América Latina

## Historia

### Inicios (1971-1981)

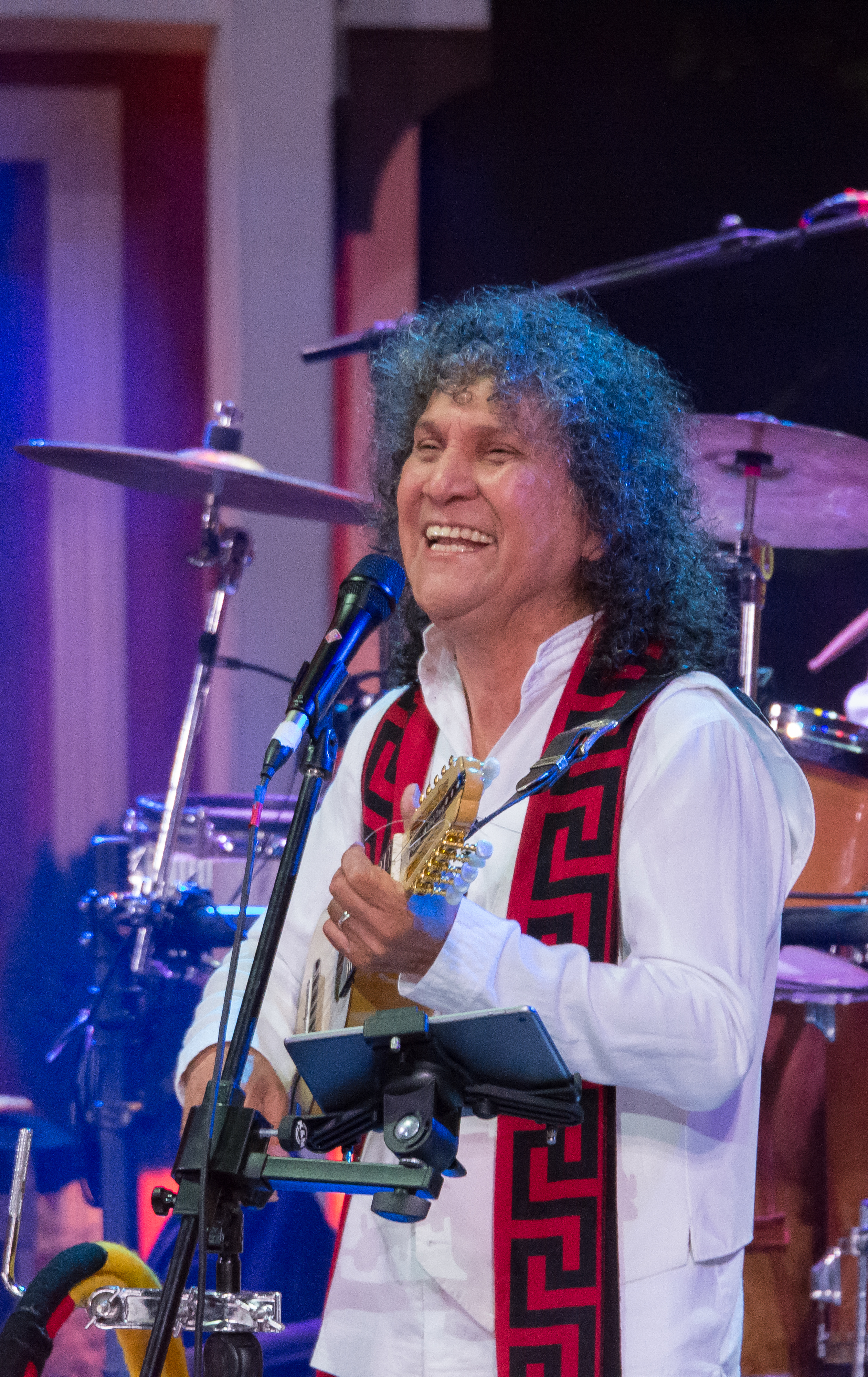
Roberto Márquez, miembro fundador del grupo.

La banda se formó en 1971 en la ciudad de Antofagasta. Sus fundadores fueron los cuatro hermanos Márquez: Jaime, Roberto, Andrés, José Miguel, junto con Osvaldo Torres (primo en segundo grado).
Ese mismo año actúan en el "Festival del Salitre", en María Elena, y ganan interpretando "La Muralla" de Quilapayún. Fueron criticados por Patricio Manns, presidente del jurado del evento, quien señaló que eran buenos intérpretes, pero así no llegarían a ningún lado por no ser compositores.
En 1972 viajan a Santiago en busca de oportunidades. Graban su primer disco titulado "Música Andina", producido bajo la Discoteca del Cantar Popular (DICAP). Ese mismo año ganan el Festival "Norte Andino" de Calama, interpretando la canción "Dale Mañungo", de Nano Acevedo.
En 1973 participaron por primera vez en el Festival de Viña del Mar, captando así la atención de la crítica especializada y de la aclamación del público, por su propuesta novedosa en lo estético y lo musical.
Se les llegó a considerar parte del movimiento de la Nueva Canción Chilena y tuvieron la facilidad y los medios para destacarse como artistas en el gobierno de Salvador Allende, debido a la expansión cultural de la época.
En 1975 graban su disco "Chungará", en el cual participa Eric Maluenda, quien se había incorporado en el año 1974.
En 1976 graban su disco "Despedida del pueblo", con temas tanto de su autoría como del folklore tradicional. Algunos de ellos acompañarían a Illapu en sus presentaciones durante toda su trayectoria, como "Candombe para José", "Sipassy", "A mis paisanos" y "Baguala india". Ese año también, participan en la grabación del primer álbum del cantautor nicaragüense Hernaldo Zúñiga, "Del Arco Iris, Una Canción". Firman contrato como grupo estable de Televisión Nacional de Chile, participando en varios estelares de la programación televisiva controlada por la dictadura de Pinochet, contribuyendo a reimpulsar la música andina en la televisión chilena después del golpe militar del 11 de septiembre de 1973.
En 1977, Osvaldo Torres deja la banda, para luego volver en 1979 para crear junto a Roberto Márquez la cantata "El Grito de la Raza", en representación de los pueblos originarios americanos. En 1977 ya habían grabado "Raza brava", álbum cuyos temas destacados son "Amigo", "Zamba de lozano", "Atacameños", "El Cascabel" y "Paloma ausente" (de Violeta Parra). En 1978 grabaron el álbum "Canto vivo", con temas trascendentes como "Zampoña, queja del indio", "Las obreras", "Cacharpaya de Pasiri" y "Está naciendo un cantor".

### El exilio (1981-1988)

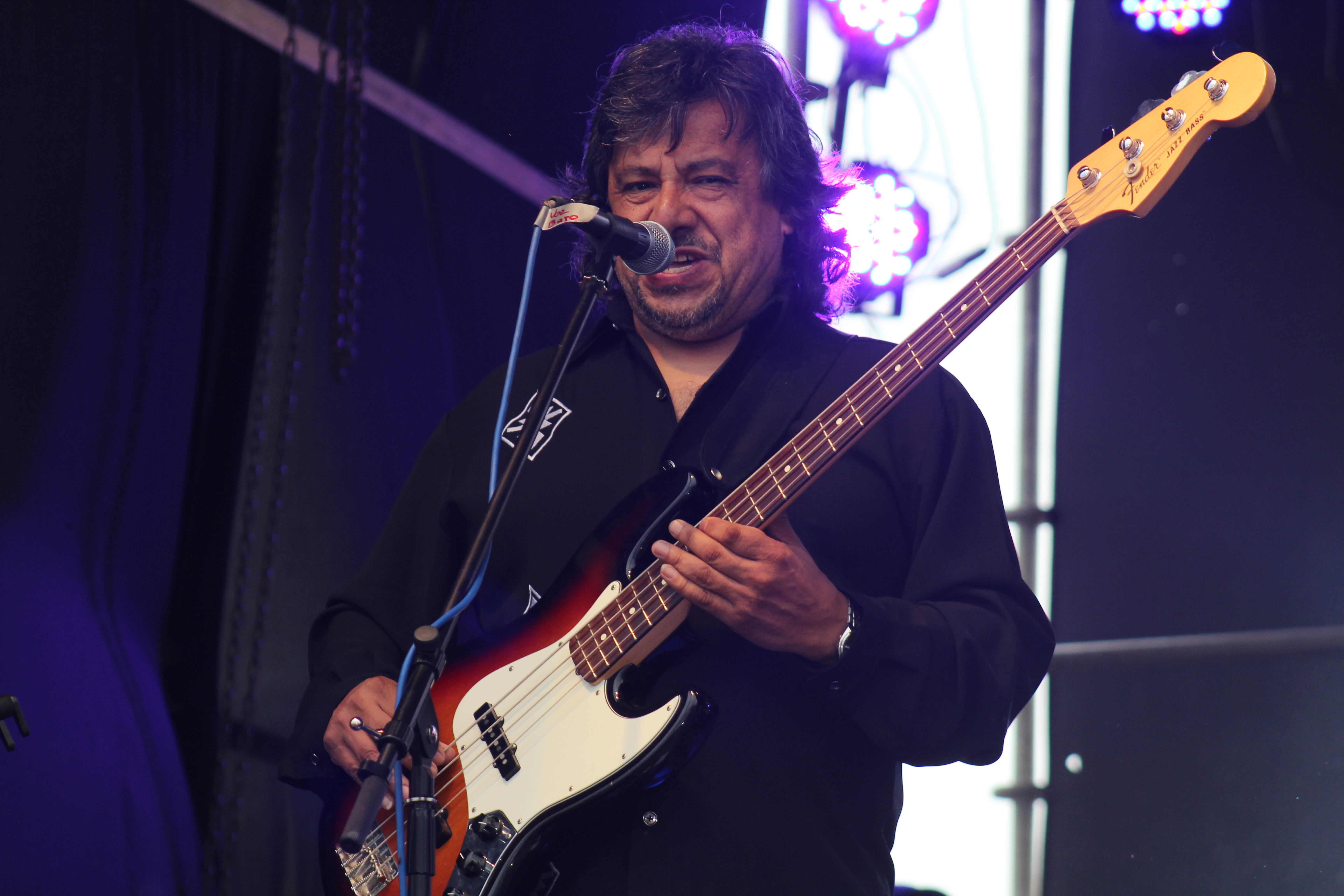
Carlos Elgueta se integró a la banda en 1986

El 7 de octubre de 1981, debido a la represión existente bajo el régimen de Augusto Pinochet, en su vuelta a Chile de una gira por Europa y Estados Unidos, un decreto les impidió pasar de la losa del Aeropuerto Pudahuel, y fueron forzados al exilio. Se les catalogó de «activistas marxistas que participan en la campaña de desprestigio de Chile en el exterior».[cita requerida] Por ello, se dirigieron a Francia.[cita requerida]
En el año 1984 lanzan su disco De libertad y amor, apareciendo así la emblemática canción del mismo nombre. Para ese álbum, la formación de la banda integraba a Jaime Márquez, Roberto Márquez, José Miguel Márquez, Andrés Márquez, Juan Carlos Márquez y Éric Maluenda. Meses después Jaime Márquez abandona el grupo.
Al año siguiente 1985, José Miguel Márquez deja el grupo, así toma el puesto de primera quena a Raúl Acevedo, y también los que abandona el grupo en ese año fueron Juan Carlos Márquez y Andrés Márquez que quedaron en Francia.
En el año 1986, Illapu se traslada a la Ciudad de México, Quedando en el grupo: Raúl Acevedo, Eric Maluenda y Roberto Márquez. Este mismo año se les uniría Miguel Ángel Aldama Integrante Mexicano, Y también  Carlos Elgueta  quien se desempeña en el bajo y se caracteriza por su voz grave dentro de la escala vocal del grupo, además de llevar al grupo influencias del folclor centroamericano.
En el año 1988 lanzan el disco "Para seguir viviendo". La canción que daba nombre al disco fue dedicada a Rodrigo Rojas De Negri, joven que murió quemado vivo por la represión militar chilena. Salieron otras canciones que con el tiempo se hicieron conocidas, como "Que va a ser de ti", "Paloma vuela de nuevo", "Cuarto reino, Cuarto Reich", "Se están quedando solos" y regrabaron el instrumental "Arauco de pie". Para este álbum, participaron: Roberto Márquez, Eric Maluenda, Andrés Márquez, Raúl Acevedo, Carlos Elgueta y Miguel Ángel Aldama.

### Regreso y estadía en Chile (1988-2003)

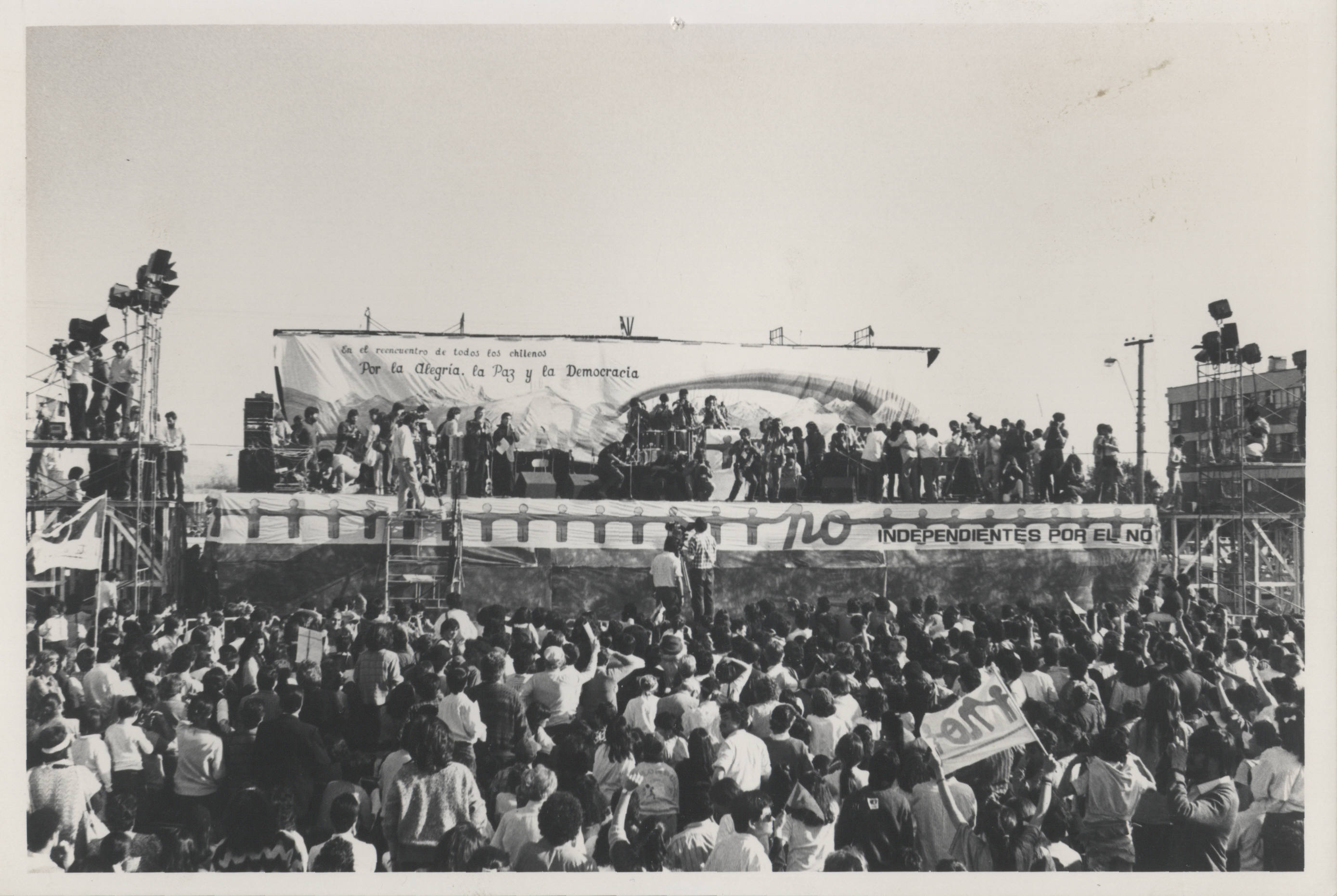
Illapu junto a Inti-Illimani durante el cierre de la campaña del «No», en el plebiscito nacional de Chile de 1988

El 17 de septiembre de 1988, debido al mejor ambiente político existente en Chile, regresaron a su patria. Illapu volvió, integrado por: Roberto Márquez, Andrés Márquez, José Miguel Márquez, Jaime Márquez, Eric Maluenda, Carlos Elgueta y Raúl Acevedo. Contribuyeron con la campaña a favor del NO para el plebiscito de 1988 contra el régimen militar de Augusto Pinochet. Dentro de estas actividades se enmarca su concierto ante más de 100.000 personas en el Parque La Bandera, en Santiago de Chile, el cual sería sacado como disco en el año 1989. Aún en ausencia de la escena nacional, su popularidad había aumentado.
En 1991, con Juan Flores, sacan el álbum "Vuelvo amor... Vuelvo vida",obtiene el primer disco de oro. Desde entonces, Illapu ha recibido innumerables premios, discos de oro, platino premios de la crítica especializada. el sencillo de este disco, "Vuelvo para vivir" Escrito por Andrés Márquez, se transformó en un éxito total y a la vez en uno de los himnos del pueblo chileno y de quienes sufrieron las consecuencias de la dictadura militar. Ese mismo año, cantan la canción "Gracias a Usted" el himno de la Décima Teletón junto con otros artistas y la Asociación de Periodistas de Espectáculos (APES) les premió como "Grupo más popular del año".
En 1992 son invitados al Festival de Viña del Mar. Son premiados nuevamente por la Asociación de Periodistas de Espectáculos como "Grupo más popular del año". En marzo de este año, Antonio Morales se integró al conjunto, reemplazando a Raúl Acevedo.
En 1993 lanzaron el álbum "En estos días", y el sencillo "Lejos del amor" se mantuvo cuarenta y seis semanas en el top de las preferencias radiales, llegando a convertirse en uno de los mayores éxitos de Illapu. Otros sencillos de este disco fueron "Un poco de mi vida", "Volarás" y "Del pozo de mis sueños".
La formación de Illapu para la grabación de ese disco incluyó a Roberto Márquez, Andrés Márquez, Eric Maluenda, Carlos Elgueta, Juan Flores y Antonio Morales.
En ese mismo año, la Asociación de Periodistas de Espectáculos les premia como "Grupo Más Popular del Año", "Mejores Compositores" y "Disco del año". En Ese mismo año Juan flores, Abandona el conjunto, Reemplazándolo Francisco Araya.
1994, Illapu Es invitado Al festival del huaso del Olmué. En ese mismo año Antonio Morales Abandona el Grupo y vuelve José Miguel Márquez quien regresaba de 10 años de estudio musical en Alemania y con una experiencia adquirida. En ese mismo año Illapu es invitado una vez más en el Festival de Viña del Mar donde se hace notoria la popularidad adquirida por el grupo.
En marzo de 1995, en la entrega de los “Premios Top Treinta de la Música Nacional”, se les otorga cuatro premios: “grupo del año”, “mejor canción del año”, “productor del año” y el “grupo más vendedor” de 1995. En julio del mismo año reciben el premio como “mejor grupo”, otorgado por el Sindicato de Radiodifusores de Chile. Y una vez más participan en el festival del huaso de Olmué.
En ese mismo año lanzan el disco "Multitudes", el cual pretendió abarcar distintos temas de la actualidad a los cuales la sociedad se debía enfrentar, como el sida con la canción "Sincero Positivo", la falta de comunicación con "Que broten las palabras" o una mirada a la actualidad con "Qué nos está pasando".
En 1996 siendo aclamado una vez más en el Festival de Viña del Mar, al cual son invitados por cuarta vez.
En 1997 EMI y su catálogo Hemisfere lanza para el mundo el disco “Sereno”, una recopilación de las más importantes interpretaciones instrumentales del grupo. En el mismo año el autor de vuelvo para vivir, Andrés Márquez deja el grupo para dedicarse a una carrera en solitario ya la vez dedicarse a la política en el Ppd, el Partido por la Democracia; su lugar lo ocupa su hermano menor Cristian Márquez. Eric Maluenda comienza a tener los primeros problemas cardiovasculares.
En 1998 lanzan el disco Morena esperanza, grabado a finales de 1997, en donde Illapu explora nuevos sonidos, con batería electrónica y ritmos distintos, cercanos en algunos casos al rock o al reggae. El 7 de enero lanzan el videoclip de la canción "Tu propia primavera", primer sencillo del disco "Morena Esperanza". La canción trata sobre la vida y el amor, fue escrita por Carlos Elgueta y compuesta por Roberto Márquez. El 23 de julio, el videoclip de su sencillo "El loco del puerto" es premiado por la Asociación de Periodistas de Espectáculos como "Mejor Videoclip". Este había sido filmado en el Puerto de San Antonio. también El álbum contó con la participación del poeta mapuche Elicura Chihuailaf y de la poetisa nortina Nelly Lemus.
Durante el año 1999 Illapu continúa sus giras tanto en Chile como en el exterior, presentándose por primera vez en las Islas Canarias, España, en San Juan de Pasto, Colombia. Visitan nuevamente México donde actúan en la feria del libro de Guadalajara y en el Teatro Metropolitan de Ciudad de México y en Argentina, donde participan en el Festival de Cosquín, realizando además una serie de conciertos en varias ciudades, incluyendo Buenos Aires.
En el año 2000 lanzan el disco "Momentos vividos", el cual recopila distintas canciones de Illapu, grabadas en conciertos, en versiones exclusivas. El grupo contó con la participación de Pablo Milanés para la canción "Del pozo de mis sueños" y con Víctor Heredia en la canción "Zamba de Lozano". Además, contó con una versión regrabada de "Mande Mandela" y con la canción "Si queremos", grabada exclusivamente para este disco.
En febrero del año 2002  participan por quinta vez en el "Festival de Viña del Mar" llevándose consigo una Antorcha de Plata. lanzan el disco homónimo "Illapu", en el cual muestran un gran cambio en su sonido, con un mayor uso de batería electrónica y sintetizadores. En este disco tratan temas de la actualidad, como "Ojos de niño", que plantea la situación actual de la infancia, o "Declárese responsable", contra Augusto Pinochet. También graban "Plegaria a un labrador", de Víctor Jara, y una nueva versión para "Canción del nuevo amanecer". Integraron definitivamente al baterista brasileño Sidney Silva, quien ya había participado en grabaciones anteriores de la banda como músico invitado.
Para este disco, el grupo se cambia de sello discográfico, dejando EMI Odeon Chile para integrarse a Warner Music. Este cambio de sello hizo que, por contrato, el sello anterior lanzara un compilatorio de los grandes éxitos de la banda, titulado "Sus Más Grandes Éxitos", que constaba de un álbum doble con 32 canciones, más un DVD que se vendía por separado, que contenía los videoclips más otras grabaciones extra. Este compilatorio fue mal visto por el grupo, catalogado como un "desatino por parte del sello", según Roberto Márquez.
En marzo de este mismo año fueron nominados con la cantata "El Grito de la Raza" a los Premios Altazor en la categoría "Música Tradicional o de Raíz Folclórica".

### Radicación en México (2003-2005)
En noviembre de 2002, la banda anuncia que se radicará en México.
En febrero de 2003, Eric Maluenda anuncia que dejará la banda en cuanto esta parta rumbo a México donde se Integra Vladimir Silva a la agrupación.
El 12 de mayo Illapu se instalan en la Ciudad de México.
El 11 de julio de 2005 firman un contrato con Bizarro, un sello discográfico chileno independiente.
En octubre, en México, dejan la banda Luis Enrique Galdames y Cristian Márquez, y regresan a Chile.
En agosto del año 2005 lanzan un CD y DVD titulado "Illapu 33", lanzado para celebrar los treinta y tres años de carrera musical de la banda. Contiene un concierto con varios temas emblemáticos de la banda, sumados a "Isluga 75", un documento histórico de un concierto de Illapu filmado en el año 1975 en el poblado altiplánico. La formación para estas grabaciones constaba de Roberto Márquez, Carlos Elgueta, Raúl Acevedo, Claudio Largo, Sidney Silva, Mauricio Rodríguez y Miguel Luján.

### Retorno a Chile (2005-2009)
El 3 de octubre de 2005 muere Eric Maluenda, exintegrante de Illapu, por un infarto cardíaco. Identificaba al grupo con su gran voz y sus solos altos en la mayoría de las canciones y se dedicaba a las percusiones y a los instrumentos de viento mayoritariamente.
El jueves 23 de febrero de 2006 participan nuevamente en el Festival de Viña del Mar, llevándose una Antorcha de Plata, Antorcha de Oro y Gaviota de Plata.
En noviembre lanzan su disco "Vivir es mucho más". El primer sencillo de igual nombre que el disco ya había sido presentado en vivo por primera vez el 9 de septiembre, en el "Festival USACH: En defensa de la Educación Pública". La formación para este disco es de Roberto Márquez, Cristian Márquez, Carlos Elgueta, Sidney Silva, Raúl Acevedo, José Luis Contreras y Alfredo Ulloa, además de contar con la participación especial de José Miguel Márquez en la canción "Canto de Carnaval", de la cual es autor.
En enero de 2007 hay un nuevo cambio de integrantes. Raúl Acevedo decide regresar a México y entra nuevamente José Miguel Márquez, tomando su lugar. Luego, en noviembre del mismo año Luis Galdames vuelve al grupo, reemplazando a José Luis Contreras.

### Illapu en la actualidad
Recientemente han lanzado su nuevo DVD llamado Illapu Vivo, con una propuesta que rescata lo mejor de su discografía, donde también incluyen canciones de sus dos últimos discos: "Vivir es mucho más", "Ojos de niño", "Qué manera" y "Montilla", así como una nueva versión de "Bio Bio sueño azul", canción que rescata ritmos mapuches en la lucha de hace diez años por la represa del mencionado río, sagrado río que fuera vulnerado por la mano del hombre y en cuya versión original cuenta con la participación especial del poeta mapuche Elicura Chihuailaf. En esta versión y haciendo una rogativa a la madre tierra participa como invitada Elizabeth Huenchual.
El 10 de octubre de 2017 se confirmó participación en el Festival de Viña del Mar 2018, siendo esta la séptima ocasión en la cual el conjunto musical se presenta en el escenario de la quinta Vergara, en donde participó de la obertura junto a artistas como Gente de Zona, Carolina Soto y Ha*Ash. Roberto Márquez por su parte, fue parte del jurado internacional del Festival de Viña del Mar 2018.
En 2019 el grupo se presentó en el Festival del Huaso de Olmué trasmitido por Televisión Nacional de Chile.
En 2023, vuelven a pisar El Patagual en la LII Festival del Huaso de Olmué, donde finalizaron la celebración de sus 50 años de trayectoria como banda. El alcalde de la comuna, les hizo entrega de un Guitarpín de plata en reconocimiento de su amplio recorrido musical y su aporte a la difusión de la música folclórica.

## Integrantes
A lo largo de la trayectoria de Illapu, han pasado muchos integrantes, y muchos de ellos han dado un aporte lírico y/o sonoro a la banda. La siguiente línea de tiempo los ilustra:
| Año »        | 70 | 71 | 72 | 73 | 74 | 75 | 76 | 77 | 78 | 79 | 80 | 81 | 82 | 83 | 84 | 85 | 86 | 87 | 88 | 89 | 90 | 91 | 92 | 93 | 94 | 95 | 96 | 97 | 98 | 99 | 00 | 01 | 02 | 03 | 04 | 05 | 06 | 07 | 08 | 09 | 10 | 11 | 12 | 13 | 14 | 15                  | 16                  | 17                  | 18                  | 19                  | 20                  | 21                  | 22                  | 23               | 24               | 25               |                  |                  |                  |                  |                  |                  |             |             |             |             |             |             |             |             |             |             |             |             |             |             |             |             |             |             |             |             |             |             |             |             |             |             |             |             |             |             |             |             |             |
| instrumentos | Roberto Márquez | Roberto Márquez | Roberto Márquez | Roberto Márquez | Roberto Márquez | Roberto Márquez | Roberto Márquez | Roberto Márquez | Roberto Márquez | Roberto Márquez | Roberto Márquez | Roberto Márquez | Roberto Márquez | Roberto Márquez | Roberto Márquez | Roberto Márquez | Roberto Márquez | Roberto Márquez | Roberto Márquez | Roberto Márquez | Roberto Márquez | Roberto Márquez | Roberto Márquez | Roberto Márquez | Roberto Márquez | Roberto Márquez | Roberto Márquez | Roberto Márquez | Roberto Márquez | Roberto Márquez | Roberto Márquez | Roberto Márquez | Roberto Márquez | Roberto Márquez | Roberto Márquez | Roberto Márquez | Roberto Márquez | Roberto Márquez | Roberto Márquez | Roberto Márquez | Roberto Márquez | Roberto Márquez | Roberto Márquez | Roberto Márquez | Roberto Márquez | Roberto Márquez     | Roberto Márquez     | Roberto Márquez     | Roberto Márquez     | Roberto Márquez     | Roberto Márquez     | Roberto Márquez     | Roberto Márquez     | Roberto Márquez  | Roberto Márquez  | Roberto Márquez  | Roberto Márquez  | Roberto Márquez  | Roberto Márquez  | Roberto Márquez  |                  |                  |             |             |             |             |             |             |             |             |             |             |             |             |             |             |             |             |             |             |             |             |             |             |             |             |             |             |             |             |             |             |             |             |             |
| instrumentos | José Miguel Márquez | José Miguel Márquez | José Miguel Márquez | José Miguel Márquez | José Miguel Márquez | José Miguel Márquez | José Miguel Márquez | José Miguel Márquez | José Miguel Márquez | José Miguel Márquez | José Miguel Márquez | José Miguel Márquez | José Miguel Márquez | José Miguel Márquez | José Miguel Márquez | José Miguel Márquez | | | | | | | | | José Miguel Márquez | José Miguel Márquez | José Miguel Márquez | José Miguel Márquez | José Miguel Márquez | José Miguel Márquez | José Miguel Márquez | José Miguel Márquez | José Miguel Márquez | José Miguel Márquez | José Miguel Márquez | | | Márquez | Márquez | Márquez | Márquez | Márquez | | | |                     |                     |                     |                     |                     |                     |                     | Márquez             | Márquez          | Márquez          | Márquez          | Márquez          | Márquez          | Márquez          | Márquez          | Márquez          | Márquez          |             |             |             |             |             |             |             |             |             |             |             |             |             |             |             |             |             |             |             |             |             |             |             |             |             |             |             |             |             |             |             |             |             |
| instrumentos | Jaime Márquez | Jaime Márquez | Jaime Márquez | Jaime Márquez | Jaime Márquez | Jaime Márquez | Jaime Márquez | Jaime Márquez | Jaime Márquez | Jaime Márquez | Jaime Márquez | Jaime Márquez | Jaime Márquez | Jaime Márquez | Jaime Márquez | | | | | | | | | | | | | | | | | | | | | | | | | | | | | | |                     |                     |                     |                     |                     |                     |                     |                     |                  |                  |                  |                  |                  |                  |                  |                  |                  |             |             |             |             |             |             |             |             |             |             |             |             |             |             |             |             |             |             |             |             |             |             |             |             |             |             |             |             |             |             |             |             |             |
| instrumentos | Osvaldo Torres | Osvaldo Torres | Osvaldo Torres | Osvaldo Torres | Osvaldo Torres | Osvaldo Torres | | | | | | | | | | | | | | | | | | | | | | | | | | | | | | | | | | | | | | | |                     |                     |                     |                     |                     |                     |                     |                     |                  |                  |                  |                  |                  |                  |                  |                  |                  |             |             |             |             |             |             |             |             |             |             |             |             |             |             |             |             |             |             |             |             |             |             |             |             |             |             |             |             |             |             |             |             |             |
| instrumentos | Mavrakis | Mavrakis | Mavrakis | Mavrakis | | | | | | | | | | | | | | | | | | | | | | | | | | | | | | | | | | | | | | | | | |                     |                     |                     |                     |                     |                     |                     |                     |                  |                  |                  |                  |                  |                  |                  |                  |                  |             |             |             |             |             |             |             |             |             |             |             |             |             |             |             |             |             |             |             |             |             |             |             |             |             |             |             |             |             |             |             |             |             |
| instrumentos | | Eric Maluenda + | Eric Maluenda + | Eric Maluenda + | | | | | | | | | | | | | | | | | | | | | | | | | | | | | | | | | | | | | | | | | |                     |                     |                     |                     |                     |                     |                     |                     |                  |                  |                  |                  |                  |                  |                  |                  |                  |             |             |             |             |             |             |             |             |             |             |             |             |             |             |             |             |             |             |             |             |             |             |             |             |             |             |             |             |             |             |             |             |             |
| instrumentos | | | | | Eric Maluenda † | Eric Maluenda † | Eric Maluenda † | Eric Maluenda † | Eric Maluenda † | Eric Maluenda † | Eric Maluenda † | Eric Maluenda † | Eric Maluenda † | Eric Maluenda † | Eric Maluenda † | Eric Maluenda † | Eric Maluenda † | Eric Maluenda † | Eric Maluenda † | Eric Maluenda † | Eric Maluenda † | Eric Maluenda † | Eric Maluenda † | Eric Maluenda † | Eric Maluenda † | Eric Maluenda † | Eric Maluenda † | Eric Maluenda † | Eric Maluenda † | Eric Maluenda † | Eric Maluenda † | Eric Maluenda † | Eric Maluenda † | Eric Maluenda † | | | | | | | | | | | |                     |                     |                     |                     |                     |                     |                     |                     |                  |                  |                  |                  |                  |                  |                  |                  |                  |             |             |             |             |             |             |             |             |             |             |             |             |             |             |             |             |             |             |             |             |             |             |             |             |             |             |             |             |             |             |             |             |             |
| instrumentos | | | | Fernando Sepúlveda | Fernando Sepúlveda | Fernando Sepúlveda | Fernando Sepúlveda | Fernando Sepúlveda | Fernando Sepúlveda | | | | | | | | | | | | | | | | | | | | | | | | | | | | | | | | | | | | |                     |                     |                     |                     |                     |                     |                     |                     |                  |                  |                  |                  |                  |                  |                  |                  |                  |             |             |             |             |             |             |             |             |             |             |             |             |             |             |             |             |             |             |             |             |             |             |             |             |             |             |             |             |             |             |             |             |             |
| instrumentos | | | | Guillermo Jopia | Guillermo Jopia | Guillermo Jopia | Guillermo Jopia | Guillermo Jopia | | | | | | | | | | | | | | | | | | | | | | | | | | | | | | | | | | | | | |                     |                     |                     |                     |                     |                     |                     |                     |                  |                  |                  |                  |                  |                  |                  |                  |                  |             |             |             |             |             |             |             |             |             |             |             |             |             |             |             |             |             |             |             |             |             |             |             |             |             |             |             |             |             |             |             |             |             |
| instrumentos | Márquez | Márquez | Márquez | Márquez | Márquez | | | | Andrés Márquez | Andrés Márquez | Andrés Márquez | Andrés Márquez | Andrés Márquez | Andrés Márquez | Andrés Márquez | Andrés Márquez | Andrés Márquez | Andrés Márquez | Andrés Márquez | Andrés Márquez | Andrés Márquez | Andrés Márquez | Andrés Márquez | Andrés Márquez | Andrés Márquez | Andrés Márquez | Andrés Márquez | Andrés Márquez | | | | | | | | | | | | | | | | | |                     |                     |                     |                     |                     |                     |                     |                     |                  |                  |                  |                  |                  |                  |                  |                  |                  |             |             |             |             |             |             |             |             |             |             |             |             |             |             |             |             |             |             |             |             |             |             |             |             |             |             |             |             |             |             |             |             |             |
| instrumentos | . . . . . . . . . . . . . . | . . . . . . . . . . . . . . | . . . . . . . . . . . . . . | . . . . . . . . . . . . . . | . . . . . . . . . . . . . . | Valsecchi | Valsecchi | Valsecchi | Valsecchi | | | | | | | | | | | | | | | | | | | | | | | | | | | | | | | | | | | | |                     |                     |                     |                     |                     |                     |                     |                     |                  |                  |                  |                  |                  |                  |                  |                  |                  |             |             |             |             |             |             |             |             |             |             |             |             |             |             |             |             |             |             |             |             |             |             |             |             |             |             |             |             |             |             |             |             |             |
| instrumentos | . . . . . . . . . . . . . . . . . . . . . . . . . . . . . | . . . . . . . . . . . . . . . . . . . . . . . . . . . . . | . . . . . . . . . . . . . . . . . . . . . . . . . . . . . | . . . . . . . . . . . . . . . . . . . . . . . . . . . . . | . . . . . . . . . . . . . . . . . . . . . . . . . . . . . | . . . . . . . . . . . . . . . . . . . . . . . . . . . . . | . . . . . . . . . . . . . . . . . . . . . . . . . . . . . | . . . . . . . . . . . . . . . . . . . . . . . . . . . . . | . . . . . . . . . . . . . . . . . . . . . . . . . . . . . | . . . . . . . . . . . . . . . . . . . . . . . . . . . . . | J. C. Márquez | J. C. Márquez | J. C. Márquez | J. C. Márquez | J. C. Márquez | J. C. Márquez | | | | | | | | | | | | | | | | | | | | | | | | | | | | | |                     |                     |                     |                     |                     |                     |                     |                     |                  |                  |                  |                  |                  |                  |                  |                  |                  |             |             |             |             |             |             |             |             |             |             |             |             |             |             |             |             |             |             |             |             |             |             |             |             |             |             |             |             |             |             |             |             |             |
| instrumentos | . . . . . . . . . . . . . . . . . . . . . . . . . . . . . . . . . . . . . . . . . . . . .. | . . . . . . . . . . . . . . . . . . . . . . . . . . . . . . . . . . . . . . . . . . . . .. | . . . . . . . . . . . . . . . . . . . . . . . . . . . . . . . . . . . . . . . . . . . . .. | . . . . . . . . . . . . . . . . . . . . . . . . . . . . . . . . . . . . . . . . . . . . .. | . . . . . . . . . . . . . . . . . . . . . . . . . . . . . . . . . . . . . . . . . . . . .. | . . . . . . . . . . . . . . . . . . . . . . . . . . . . . . . . . . . . . . . . . . . . .. | . . . . . . . . . . . . . . . . . . . . . . . . . . . . . . . . . . . . . . . . . . . . .. | . . . . . . . . . . . . . . . . . . . . . . . . . . . . . . . . . . . . . . . . . . . . .. | . . . . . . . . . . . . . . . . . . . . . . . . . . . . . . . . . . . . . . . . . . . . .. | . . . . . . . . . . . . . . . . . . . . . . . . . . . . . . . . . . . . . . . . . . . . .. | . . . . . . . . . . . . . . . . . . . . . . . . . . . . . . . . . . . . . . . . . . . . .. | . . . . . . . . . . . . . . . . . . . . . . . . . . . . . . . . . . . . . . . . . . . . .. | . . . . . . . . . . . . . . . . . . . . . . . . . . . . . . . . . . . . . . . . . . . . .. | . . . . . . . . . . . . . . . . . . . . . . . . . . . . . . . . . . . . . . . . . . . . .. | . . . . . . . . . . . . . . . . . . . . . . . . . . . . . . . . . . . . . . . . . . . . .. | . . . . . . . . . . . . . . . . . . . . . . . . . . . . . . . . . . . . . . . . . . . . .. | Carlos Elgueta | Carlos Elgueta | Carlos Elgueta | Carlos Elgueta | Carlos Elgueta | Carlos Elgueta | Carlos Elgueta | Carlos Elgueta | Carlos Elgueta | Carlos Elgueta | Carlos Elgueta | Carlos Elgueta | Carlos Elgueta | Carlos Elgueta | Carlos Elgueta | Carlos Elgueta | Carlos Elgueta | Carlos Elgueta | Carlos Elgueta | Carlos Elgueta | Carlos Elgueta | Carlos Elgueta | Carlos Elgueta | Carlos Elgueta | Carlos Elgueta | Carlos Elgueta | Carlos Elgueta | Carlos Elgueta | Carlos Elgueta | Carlos Elgueta      | Carlos Elgueta      | Carlos Elgueta      | Carlos Elgueta      | Carlos Elgueta      | Carlos Elgueta      | Carlos Elgueta      | Carlos Elgueta      | Carlos Elgueta   | Carlos Elgueta   | Carlos Elgueta   | Carlos Elgueta   | Carlos Elgueta   | Carlos Elgueta   | Carlos Elgueta   | Carlos Elgueta   |                  |             |             |             |             |             |             |             |             |             |             |             |             |             |             |             |             |             |             |             |             |             |             |             |             |             |             |             |             |             |             |             |             |             |
| instrumentos | . . . . . . . . . . . . . . . . . . . . . . . . . . . . . . . . . . . . . . . . . . . . . | . . . . . . . . . . . . . . . . . . . . . . . . . . . . . . . . . . . . . . . . . . . . . | . . . . . . . . . . . . . . . . . . . . . . . . . . . . . . . . . . . . . . . . . . . . . | . . . . . . . . . . . . . . . . . . . . . . . . . . . . . . . . . . . . . . . . . . . . . | . . . . . . . . . . . . . . . . . . . . . . . . . . . . . . . . . . . . . . . . . . . . . | . . . . . . . . . . . . . . . . . . . . . . . . . . . . . . . . . . . . . . . . . . . . . | . . . . . . . . . . . . . . . . . . . . . . . . . . . . . . . . . . . . . . . . . . . . . | . . . . . . . . . . . . . . . . . . . . . . . . . . . . . . . . . . . . . . . . . . . . . | . . . . . . . . . . . . . . . . . . . . . . . . . . . . . . . . . . . . . . . . . . . . . | . . . . . . . . . . . . . . . . . . . . . . . . . . . . . . . . . . . . . . . . . . . . . | . . . . . . . . . . . . . . . . . . . . . . . . . . . . . . . . . . . . . . . . . . . . . | . . . . . . . . . . . . . . . . . . . . . . . . . . . . . . . . . . . . . . . . . . . . . | . . . . . . . . . . . . . . . . . . . . . . . . . . . . . . . . . . . . . . . . . . . . . | . . . . . . . . . . . . . . . . . . . . . . . . . . . . . . . . . . . . . . . . . . . . . | . . . . . . . . . . . . . . . . . . . . . . . . . . . . . . . . . . . . . . . . . . . . . | . . . . . . . . . . . . . . . . . . . . . . . . . . . . . . . . . . . . . . . . . . . . . | Raúl Acevedo | Raúl Acevedo | Raúl Acevedo | Raúl Acevedo | Raúl Acevedo | Raúl Acevedo | Raúl Acevedo | | | | | | | | | | | Acevedo | Acevedo | Acevedo | Acevedo | | | | | | | | |                     |                     |                     |                     |                     |                     |                     |                     |                  |                  |                  |                  |                  |                  |                  |                  |                  |             |             |             |             |             |             |             |             |             |             |             |             |             |             |             |             |             |             |             |             |             |             |             |             |             |             |             |             |             |             |             |             |             |
| instrumentos | . . . . . . . . . . . . . . . . . . . . . . . . . . . . . . . . . . . . . . . . . . . . . . . . . . . . . . . . . | . . . . . . . . . . . . . . . . . . . . . . . . . . . . . . . . . . . . . . . . . . . . . . . . . . . . . . . . . | . . . . . . . . . . . . . . . . . . . . . . . . . . . . . . . . . . . . . . . . . . . . . . . . . . . . . . . . . | . . . . . . . . . . . . . . . . . . . . . . . . . . . . . . . . . . . . . . . . . . . . . . . . . . . . . . . . . | . . . . . . . . . . . . . . . . . . . . . . . . . . . . . . . . . . . . . . . . . . . . . . . . . . . . . . . . . | . . . . . . . . . . . . . . . . . . . . . . . . . . . . . . . . . . . . . . . . . . . . . . . . . . . . . . . . . | . . . . . . . . . . . . . . . . . . . . . . . . . . . . . . . . . . . . . . . . . . . . . . . . . . . . . . . . . | . . . . . . . . . . . . . . . . . . . . . . . . . . . . . . . . . . . . . . . . . . . . . . . . . . . . . . . . . | . . . . . . . . . . . . . . . . . . . . . . . . . . . . . . . . . . . . . . . . . . . . . . . . . . . . . . . . . | . . . . . . . . . . . . . . . . . . . . . . . . . . . . . . . . . . . . . . . . . . . . . . . . . . . . . . . . . | . . . . . . . . . . . . . . . . . . . . . . . . . . . . . . . . . . . . . . . . . . . . . . . . . . . . . . . . . | . . . . . . . . . . . . . . . . . . . . . . . . . . . . . . . . . . . . . . . . . . . . . . . . . . . . . . . . . | . . . . . . . . . . . . . . . . . . . . . . . . . . . . . . . . . . . . . . . . . . . . . . . . . . . . . . . . . | . . . . . . . . . . . . . . . . . . . . . . . . . . . . . . . . . . . . . . . . . . . . . . . . . . . . . . . . . | . . . . . . . . . . . . . . . . . . . . . . . . . . . . . . . . . . . . . . . . . . . . . . . . . . . . . . . . . | . . . . . . . . . . . . . . . . . . . . . . . . . . . . . . . . . . . . . . . . . . . . . . . . . . . . . . . . . | . . . . . . . . . . . . . . . . . . . . . . . . . . . . . . . . . . . . . . . . . . . . . . . . . . . . . . . . . | . . . . . . . . . . . . . . . . . . . . . . . . . . . . . . . . . . . . . . . . . . . . . . . . . . . . . . . . . | . . . . . . . . . . . . . . . . . . . . . . . . . . . . . . . . . . . . . . . . . . . . . . . . . . . . . . . . . | . . . . . . . . . . . . . . . . . . . . . . . . . . . . . . . . . . . . . . . . . . . . . . . . . . . . . . . . . | Juan Flores | Juan Flores | Juan Flores | Juan Flores | Juan Flores | | | | | | | | | | | | | | | | | | | | |                     |                     |                     |                     |                     |                     |                     |                     |                  |                  |                  |                  |                  |                  |                  |                  |                  |             |             |             |             |             |             |             |             |             |             |             |             |             |             |             |             |             |             |             |             |             |             |             |             |             |             |             |             |             |             |             |             |             |
| instrumentos | . . . . . . . . . . . . . . . . . . . . . . . . . . . . . . . . . . . . . . . . . . . . . . . . . . . . . . . . . . . . | . . . . . . . . . . . . . . . . . . . . . . . . . . . . . . . . . . . . . . . . . . . . . . . . . . . . . . . . . . . . | . . . . . . . . . . . . . . . . . . . . . . . . . . . . . . . . . . . . . . . . . . . . . . . . . . . . . . . . . . . . | . . . . . . . . . . . . . . . . . . . . . . . . . . . . . . . . . . . . . . . . . . . . . . . . . . . . . . . . . . . . | . . . . . . . . . . . . . . . . . . . . . . . . . . . . . . . . . . . . . . . . . . . . . . . . . . . . . . . . . . . . | . . . . . . . . . . . . . . . . . . . . . . . . . . . . . . . . . . . . . . . . . . . . . . . . . . . . . . . . . . . . | . . . . . . . . . . . . . . . . . . . . . . . . . . . . . . . . . . . . . . . . . . . . . . . . . . . . . . . . . . . . | . . . . . . . . . . . . . . . . . . . . . . . . . . . . . . . . . . . . . . . . . . . . . . . . . . . . . . . . . . . . | . . . . . . . . . . . . . . . . . . . . . . . . . . . . . . . . . . . . . . . . . . . . . . . . . . . . . . . . . . . . | . . . . . . . . . . . . . . . . . . . . . . . . . . . . . . . . . . . . . . . . . . . . . . . . . . . . . . . . . . . . | . . . . . . . . . . . . . . . . . . . . . . . . . . . . . . . . . . . . . . . . . . . . . . . . . . . . . . . . . . . . | . . . . . . . . . . . . . . . . . . . . . . . . . . . . . . . . . . . . . . . . . . . . . . . . . . . . . . . . . . . . | . . . . . . . . . . . . . . . . . . . . . . . . . . . . . . . . . . . . . . . . . . . . . . . . . . . . . . . . . . . . | . . . . . . . . . . . . . . . . . . . . . . . . . . . . . . . . . . . . . . . . . . . . . . . . . . . . . . . . . . . . | . . . . . . . . . . . . . . . . . . . . . . . . . . . . . . . . . . . . . . . . . . . . . . . . . . . . . . . . . . . . | . . . . . . . . . . . . . . . . . . . . . . . . . . . . . . . . . . . . . . . . . . . . . . . . . . . . . . . . . . . . | . . . . . . . . . . . . . . . . . . . . . . . . . . . . . . . . . . . . . . . . . . . . . . . . . . . . . . . . . . . . | . . . . . . . . . . . . . . . . . . . . . . . . . . . . . . . . . . . . . . . . . . . . . . . . . . . . . . . . . . . . | . . . . . . . . . . . . . . . . . . . . . . . . . . . . . . . . . . . . . . . . . . . . . . . . . . . . . . . . . . . . | . . . . . . . . . . . . . . . . . . . . . . . . . . . . . . . . . . . . . . . . . . . . . . . . . . . . . . . . . . . . | . . . . . . . . . . . . . . . . . . . . . . . . . . . . . . . . . . . . . . . . . . . . . . . . . . . . . . . . . . . . | Luis Enrique Galdames | Luis Enrique Galdames | Luis Enrique Galdames | Luis Enrique Galdames | Luis Enrique Galdames | Luis Enrique Galdames | Luis Enrique Galdames | Luis Enrique Galdames | Luis Enrique Galdames | Luis Enrique Galdames | Luis Enrique Galdames | Luis Enrique Galdames | Luis Enrique Galdames | | | | Galdames | Galdames | Galdames | Galdames | Galdames | Galdames | Galdames | Galdames | Galdames            | Galdames            | Galdames            | Galdames            | Galdames            | Galdames            | Galdames            |                     |                  |                  |                  |                  |                  |                  |                  |                  |                  |             |             |             |             |             |             |             |             |             |             |             |             |             |             |             |             |             |             |             |             |             |             |             |             |             |             |             |             |             |             |             |             |             |
| instrumentos | . . . . . . . . . . . . . . . . . . . . . . . . . . . . . . . . . . . . . . . . . . . . . . . . . . . . . . . . . . . . . . . | . . . . . . . . . . . . . . . . . . . . . . . . . . . . . . . . . . . . . . . . . . . . . . . . . . . . . . . . . . . . . . . | . . . . . . . . . . . . . . . . . . . . . . . . . . . . . . . . . . . . . . . . . . . . . . . . . . . . . . . . . . . . . . . | . . . . . . . . . . . . . . . . . . . . . . . . . . . . . . . . . . . . . . . . . . . . . . . . . . . . . . . . . . . . . . . | . . . . . . . . . . . . . . . . . . . . . . . . . . . . . . . . . . . . . . . . . . . . . . . . . . . . . . . . . . . . . . . | . . . . . . . . . . . . . . . . . . . . . . . . . . . . . . . . . . . . . . . . . . . . . . . . . . . . . . . . . . . . . . . | . . . . . . . . . . . . . . . . . . . . . . . . . . . . . . . . . . . . . . . . . . . . . . . . . . . . . . . . . . . . . . . | . . . . . . . . . . . . . . . . . . . . . . . . . . . . . . . . . . . . . . . . . . . . . . . . . . . . . . . . . . . . . . . | . . . . . . . . . . . . . . . . . . . . . . . . . . . . . . . . . . . . . . . . . . . . . . . . . . . . . . . . . . . . . . . | . . . . . . . . . . . . . . . . . . . . . . . . . . . . . . . . . . . . . . . . . . . . . . . . . . . . . . . . . . . . . . . | . . . . . . . . . . . . . . . . . . . . . . . . . . . . . . . . . . . . . . . . . . . . . . . . . . . . . . . . . . . . . . . | . . . . . . . . . . . . . . . . . . . . . . . . . . . . . . . . . . . . . . . . . . . . . . . . . . . . . . . . . . . . . . . | . . . . . . . . . . . . . . . . . . . . . . . . . . . . . . . . . . . . . . . . . . . . . . . . . . . . . . . . . . . . . . . | . . . . . . . . . . . . . . . . . . . . . . . . . . . . . . . . . . . . . . . . . . . . . . . . . . . . . . . . . . . . . . . | . . . . . . . . . . . . . . . . . . . . . . . . . . . . . . . . . . . . . . . . . . . . . . . . . . . . . . . . . . . . . . . | . . . . . . . . . . . . . . . . . . . . . . . . . . . . . . . . . . . . . . . . . . . . . . . . . . . . . . . . . . . . . . . | . . . . . . . . . . . . . . . . . . . . . . . . . . . . . . . . . . . . . . . . . . . . . . . . . . . . . . . . . . . . . . . | . . . . . . . . . . . . . . . . . . . . . . . . . . . . . . . . . . . . . . . . . . . . . . . . . . . . . . . . . . . . . . . | . . . . . . . . . . . . . . . . . . . . . . . . . . . . . . . . . . . . . . . . . . . . . . . . . . . . . . . . . . . . . . . | . . . . . . . . . . . . . . . . . . . . . . . . . . . . . . . . . . . . . . . . . . . . . . . . . . . . . . . . . . . . . . . | . . . . . . . . . . . . . . . . . . . . . . . . . . . . . . . . . . . . . . . . . . . . . . . . . . . . . . . . . . . . . . . | . . . . . . . . . . . . . . . . . . . . . . . . . . . . . . . . . . . . . . . . . . . . . . . . . . . . . . . . . . . . . . . | . . . . . . . . . . . . . . . . . . . . . . . . . . . . . . . . . . . . . . . . . . . . . . . . . . . . . . . . . . . . . . . | | | Antonio Morales | Antonio Morales | Antonio Morales | Antonio Morales | Antonio Morales | | | | | | | | | | | | | | | |                     |                     |                     |                     |                     |                     |                     |                     |                  |                  |                  |                  |                  |                  |                  |                  |                  |             |             |             |             |             |             |             |             |             |             |             |             |             |             |             |             |             |             |             |             |             |             |             |             |             |             |             |             |             |             |             |             |             |
| instrumentos | . . . . . . . . . . . . . . . . . . . . . . . . . . . . . . . . . . . . . . . . . . . . . . . . . . . . . . . . . . . . . . . . . . . . . . . . . . . . . | . . . . . . . . . . . . . . . . . . . . . . . . . . . . . . . . . . . . . . . . . . . . . . . . . . . . . . . . . . . . . . . . . . . . . . . . . . . . . | . . . . . . . . . . . . . . . . . . . . . . . . . . . . . . . . . . . . . . . . . . . . . . . . . . . . . . . . . . . . . . . . . . . . . . . . . . . . . | . . . . . . . . . . . . . . . . . . . . . . . . . . . . . . . . . . . . . . . . . . . . . . . . . . . . . . . . . . . . . . . . . . . . . . . . . . . . . | . . . . . . . . . . . . . . . . . . . . . . . . . . . . . . . . . . . . . . . . . . . . . . . . . . . . . . . . . . . . . . . . . . . . . . . . . . . . . | . . . . . . . . . . . . . . . . . . . . . . . . . . . . . . . . . . . . . . . . . . . . . . . . . . . . . . . . . . . . . . . . . . . . . . . . . . . . . | . . . . . . . . . . . . . . . . . . . . . . . . . . . . . . . . . . . . . . . . . . . . . . . . . . . . . . . . . . . . . . . . . . . . . . . . . . . . . | . . . . . . . . . . . . . . . . . . . . . . . . . . . . . . . . . . . . . . . . . . . . . . . . . . . . . . . . . . . . . . . . . . . . . . . . . . . . . | . . . . . . . . . . . . . . . . . . . . . . . . . . . . . . . . . . . . . . . . . . . . . . . . . . . . . . . . . . . . . . . . . . . . . . . . . . . . . | . . . . . . . . . . . . . . . . . . . . . . . . . . . . . . . . . . . . . . . . . . . . . . . . . . . . . . . . . . . . . . . . . . . . . . . . . . . . . | . . . . . . . . . . . . . . . . . . . . . . . . . . . . . . . . . . . . . . . . . . . . . . . . . . . . . . . . . . . . . . . . . . . . . . . . . . . . . | . . . . . . . . . . . . . . . . . . . . . . . . . . . . . . . . . . . . . . . . . . . . . . . . . . . . . . . . . . . . . . . . . . . . . . . . . . . . . | . . . . . . . . . . . . . . . . . . . . . . . . . . . . . . . . . . . . . . . . . . . . . . . . . . . . . . . . . . . . . . . . . . . . . . . . . . . . . | . . . . . . . . . . . . . . . . . . . . . . . . . . . . . . . . . . . . . . . . . . . . . . . . . . . . . . . . . . . . . . . . . . . . . . . . . . . . . | . . . . . . . . . . . . . . . . . . . . . . . . . . . . . . . . . . . . . . . . . . . . . . . . . . . . . . . . . . . . . . . . . . . . . . . . . . . . . | . . . . . . . . . . . . . . . . . . . . . . . . . . . . . . . . . . . . . . . . . . . . . . . . . . . . . . . . . . . . . . . . . . . . . . . . . . . . . | . . . . . . . . . . . . . . . . . . . . . . . . . . . . . . . . . . . . . . . . . . . . . . . . . . . . . . . . . . . . . . . . . . . . . . . . . . . . . | . . . . . . . . . . . . . . . . . . . . . . . . . . . . . . . . . . . . . . . . . . . . . . . . . . . . . . . . . . . . . . . . . . . . . . . . . . . . . | . . . . . . . . . . . . . . . . . . . . . . . . . . . . . . . . . . . . . . . . . . . . . . . . . . . . . . . . . . . . . . . . . . . . . . . . . . . . . | . . . . . . . . . . . . . . . . . . . . . . . . . . . . . . . . . . . . . . . . . . . . . . . . . . . . . . . . . . . . . . . . . . . . . . . . . . . . . | . . . . . . . . . . . . . . . . . . . . . . . . . . . . . . . . . . . . . . . . . . . . . . . . . . . . . . . . . . . . . . . . . . . . . . . . . . . . . | . . . . . . . . . . . . . . . . . . . . . . . . . . . . . . . . . . . . . . . . . . . . . . . . . . . . . . . . . . . . . . . . . . . . . . . . . . . . . | . . . . . . . . . . . . . . . . . . . . . . . . . . . . . . . . . . . . . . . . . . . . . . . . . . . . . . . . . . . . . . . . . . . . . . . . . . . . . | . . . . . . . . . . . . . . . . . . . . . . . . . . . . . . . . . . . . . . . . . . . . . . . . . . . . . . . . . . . . . . . . . . . . . . . . . . . . . | . . . . . . . . . . . . . . . . . . . . . . . . . . . . . . . . . . . . . . . . . . . . . . . . . . . . . . . . . . . . . . . . . . . . . . . . . . . . . | . . . . . . . . . . . . . . . . . . . . . . . . . . . . . . . . . . . . . . . . . . . . . . . . . . . . . . . . . . . . . . . . . . . . . . . . . . . . . | . . . . . . . . . . . . . . . . . . . . . . . . . . . . . . . . . . . . . . . . . . . . . . . . . . . . . . . . . . . . . . . . . . . . . . . . . . . . . | Cristián Márquez | Cristián Márquez | Cristián Márquez | Cristián Márquez | Cristián Márquez | Cristián Márquez | Cristián Márquez | Cristián Márquez | Cristián Márquez | Cristián Márquez | Cristián Márquez | Cristián Márquez | Cristián Márquez | Cristián Márquez | Cristián Márquez | | | | Cristián Márquez    | Cristián Márquez    | Cristián Márquez    | Cristián Márquez    | Cristián Márquez    | Cristián Márquez    | Cristián Márquez    | Cristián Márquez    | Cristián Márquez | Cristián Márquez | Cristián Márquez | Cristián Márquez | Cristián Márquez | Cristián Márquez | Cristián Márquez | Cristián Márquez | Cristián Márquez |             |             |             |             |             |             |             |             |             |             |             |             |             |             |             |             |             |             |             |             |             |             |             |             |             |             |             |             |             |             |             |             |             |
| instrumentos | . . . . . . . . . . . . . . . . . . . . . . . . . . . . . . . . . . . . . . . . . . . . . . . . . . . . . . . . . . . . . . . . . . . . . . . . . . . . . . . . . . . . . . . . . . . . . . .                                                                         | . . . . . . . . . . . . . . . . . . . . . . . . . . . . . . . . . . . . . . . . . . . . . . . . . . . . . . . . . . . . . . . . . . . . . . . . . . . . . . . . . . . . . . . . . . . . . . .                                                                         | . . . . . . . . . . . . . . . . . . . . . . . . . . . . . . . . . . . . . . . . . . . . . . . . . . . . . . . . . . . . . . . . . . . . . . . . . . . . . . . . . . . . . . . . . . . . . . .                                                                         | . . . . . . . . . . . . . . . . . . . . . . . . . . . . . . . . . . . . . . . . . . . . . . . . . . . . . . . . . . . . . . . . . . . . . . . . . . . . . . . . . . . . . . . . . . . . . . .                                                                         | . . . . . . . . . . . . . . . . . . . . . . . . . . . . . . . . . . . . . . . . . . . . . . . . . . . . . . . . . . . . . . . . . . . . . . . . . . . . . . . . . . . . . . . . . . . . . . .                                                                         | . . . . . . . . . . . . . . . . . . . . . . . . . . . . . . . . . . . . . . . . . . . . . . . . . . . . . . . . . . . . . . . . . . . . . . . . . . . . . . . . . . . . . . . . . . . . . . .                                                                         | . . . . . . . . . . . . . . . . . . . . . . . . . . . . . . . . . . . . . . . . . . . . . . . . . . . . . . . . . . . . . . . . . . . . . . . . . . . . . . . . . . . . . . . . . . . . . . .                                                                         | . . . . . . . . . . . . . . . . . . . . . . . . . . . . . . . . . . . . . . . . . . . . . . . . . . . . . . . . . . . . . . . . . . . . . . . . . . . . . . . . . . . . . . . . . . . . . . .                                                                         | . . . . . . . . . . . . . . . . . . . . . . . . . . . . . . . . . . . . . . . . . . . . . . . . . . . . . . . . . . . . . . . . . . . . . . . . . . . . . . . . . . . . . . . . . . . . . . .                                                                         | . . . . . . . . . . . . . . . . . . . . . . . . . . . . . . . . . . . . . . . . . . . . . . . . . . . . . . . . . . . . . . . . . . . . . . . . . . . . . . . . . . . . . . . . . . . . . . .                                                                         | . . . . . . . . . . . . . . . . . . . . . . . . . . . . . . . . . . . . . . . . . . . . . . . . . . . . . . . . . . . . . . . . . . . . . . . . . . . . . . . . . . . . . . . . . . . . . . .                                                                         | . . . . . . . . . . . . . . . . . . . . . . . . . . . . . . . . . . . . . . . . . . . . . . . . . . . . . . . . . . . . . . . . . . . . . . . . . . . . . . . . . . . . . . . . . . . . . . .                                                                         | . . . . . . . . . . . . . . . . . . . . . . . . . . . . . . . . . . . . . . . . . . . . . . . . . . . . . . . . . . . . . . . . . . . . . . . . . . . . . . . . . . . . . . . . . . . . . . .                                                                         | . . . . . . . . . . . . . . . . . . . . . . . . . . . . . . . . . . . . . . . . . . . . . . . . . . . . . . . . . . . . . . . . . . . . . . . . . . . . . . . . . . . . . . . . . . . . . . .                                                                         | . . . . . . . . . . . . . . . . . . . . . . . . . . . . . . . . . . . . . . . . . . . . . . . . . . . . . . . . . . . . . . . . . . . . . . . . . . . . . . . . . . . . . . . . . . . . . . .                                                                         | . . . . . . . . . . . . . . . . . . . . . . . . . . . . . . . . . . . . . . . . . . . . . . . . . . . . . . . . . . . . . . . . . . . . . . . . . . . . . . . . . . . . . . . . . . . . . . .                                                                         | . . . . . . . . . . . . . . . . . . . . . . . . . . . . . . . . . . . . . . . . . . . . . . . . . . . . . . . . . . . . . . . . . . . . . . . . . . . . . . . . . . . . . . . . . . . . . . .                                                                         | . . . . . . . . . . . . . . . . . . . . . . . . . . . . . . . . . . . . . . . . . . . . . . . . . . . . . . . . . . . . . . . . . . . . . . . . . . . . . . . . . . . . . . . . . . . . . . .                                                                         | . . . . . . . . . . . . . . . . . . . . . . . . . . . . . . . . . . . . . . . . . . . . . . . . . . . . . . . . . . . . . . . . . . . . . . . . . . . . . . . . . . . . . . . . . . . . . . .                                                                         | . . . . . . . . . . . . . . . . . . . . . . . . . . . . . . . . . . . . . . . . . . . . . . . . . . . . . . . . . . . . . . . . . . . . . . . . . . . . . . . . . . . . . . . . . . . . . . .                                                                         | . . . . . . . . . . . . . . . . . . . . . . . . . . . . . . . . . . . . . . . . . . . . . . . . . . . . . . . . . . . . . . . . . . . . . . . . . . . . . . . . . . . . . . . . . . . . . . .                                                                         | . . . . . . . . . . . . . . . . . . . . . . . . . . . . . . . . . . . . . . . . . . . . . . . . . . . . . . . . . . . . . . . . . . . . . . . . . . . . . . . . . . . . . . . . . . . . . . .                                                                         | . . . . . . . . . . . . . . . . . . . . . . . . . . . . . . . . . . . . . . . . . . . . . . . . . . . . . . . . . . . . . . . . . . . . . . . . . . . . . . . . . . . . . . . . . . . . . . .                                                                         | . . . . . . . . . . . . . . . . . . . . . . . . . . . . . . . . . . . . . . . . . . . . . . . . . . . . . . . . . . . . . . . . . . . . . . . . . . . . . . . . . . . . . . . . . . . . . . .                                                                         | . . . . . . . . . . . . . . . . . . . . . . . . . . . . . . . . . . . . . . . . . . . . . . . . . . . . . . . . . . . . . . . . . . . . . . . . . . . . . . . . . . . . . . . . . . . . . . .                                                                         | . . . . . . . . . . . . . . . . . . . . . . . . . . . . . . . . . . . . . . . . . . . . . . . . . . . . . . . . . . . . . . . . . . . . . . . . . . . . . . . . . . . . . . . . . . . . . . .                                                                         | . . . . . . . . . . . . . . . . . . . . . . . . . . . . . . . . . . . . . . . . . . . . . . . . . . . . . . . . . . . . . . . . . . . . . . . . . . . . . . . . . . . . . . . . . . . . . . .                                                                         | . . . . . . . . . . . . . . . . . . . . . . . . . . . . . . . . . . . . . . . . . . . . . . . . . . . . . . . . . . . . . . . . . . . . . . . . . . . . . . . . . . . . . . . . . . . . . . .                                                                         | . . . . . . . . . . . . . . . . . . . . . . . . . . . . . . . . . . . . . . . . . . . . . . . . . . . . . . . . . . . . . . . . . . . . . . . . . . . . . . . . . . . . . . . . . . . . . . .                                                                         | . . . . . . . . . . . . . . . . . . . . . . . . . . . . . . . . . . . . . . . . . . . . . . . . . . . . . . . . . . . . . . . . . . . . . . . . . . . . . . . . . . . . . . . . . . . . . . .                                                                         | . . . . . . . . . . . . . . . . . . . . . . . . . . . . . . . . . . . . . . . . . . . . . . . . . . . . . . . . . . . . . . . . . . . . . . . . . . . . . . . . . . . . . . . . . . . . . . .                                                                         | . . . . . . . . . . . . . . . . . . . . . . . . . . . . . . . . . . . . . . . . . . . . . . . . . . . . . . . . . . . . . . . . . . . . . . . . . . . . . . . . . . . . . . . . . . . . . . .                                                                         | . . . . . . . . . . . . . . . . . . . . . . . . . . . . . . . . . . . . . . . . . . . . . . . . . . . . . . . . . . . . . . . . . . . . . . . . . . . . . . . . . . . . . . . . . . . . . . .                                                                         | Sydney Silva | Sydney Silva | Sydney Silva | Sydney Silva | Sydney Silva | Sydney Silva | Sydney Silva | Sydney Silva | Sydney Silva | Sydney Silva | Sydney Silva | Sydney Silva | Sydney Silva        | Sydney Silva        | Sydney Silva        |                     |                     |                     |                     |                     |                  |                  |                  |                  |                  |                  |                  |                  |                  |             |             |             |             |             |             |             |             |             |             |             |             |             |             |             |             |             |             |             |             |             |             |             |             |             |             |             |             |             |             |             |             |             |
| instrumentos | . . . . . . . . . . . . . . . . . . . . . . . . . . . . . . . . . . . . . . . . . . . . . . . . . . . . . . . . . . . . . . . . . . . . . . . . . . . . . . . . . . . . . . . . . . . . . .                                                                           | . . . . . . . . . . . . . . . . . . . . . . . . . . . . . . . . . . . . . . . . . . . . . . . . . . . . . . . . . . . . . . . . . . . . . . . . . . . . . . . . . . . . . . . . . . . . . .                                                                           | . . . . . . . . . . . . . . . . . . . . . . . . . . . . . . . . . . . . . . . . . . . . . . . . . . . . . . . . . . . . . . . . . . . . . . . . . . . . . . . . . . . . . . . . . . . . . .                                                                           | . . . . . . . . . . . . . . . . . . . . . . . . . . . . . . . . . . . . . . . . . . . . . . . . . . . . . . . . . . . . . . . . . . . . . . . . . . . . . . . . . . . . . . . . . . . . . .                                                                           | . . . . . . . . . . . . . . . . . . . . . . . . . . . . . . . . . . . . . . . . . . . . . . . . . . . . . . . . . . . . . . . . . . . . . . . . . . . . . . . . . . . . . . . . . . . . . .                                                                           | . . . . . . . . . . . . . . . . . . . . . . . . . . . . . . . . . . . . . . . . . . . . . . . . . . . . . . . . . . . . . . . . . . . . . . . . . . . . . . . . . . . . . . . . . . . . . .                                                                           | . . . . . . . . . . . . . . . . . . . . . . . . . . . . . . . . . . . . . . . . . . . . . . . . . . . . . . . . . . . . . . . . . . . . . . . . . . . . . . . . . . . . . . . . . . . . . .                                                                           | . . . . . . . . . . . . . . . . . . . . . . . . . . . . . . . . . . . . . . . . . . . . . . . . . . . . . . . . . . . . . . . . . . . . . . . . . . . . . . . . . . . . . . . . . . . . . .                                                                           | . . . . . . . . . . . . . . . . . . . . . . . . . . . . . . . . . . . . . . . . . . . . . . . . . . . . . . . . . . . . . . . . . . . . . . . . . . . . . . . . . . . . . . . . . . . . . .                                                                           | . . . . . . . . . . . . . . . . . . . . . . . . . . . . . . . . . . . . . . . . . . . . . . . . . . . . . . . . . . . . . . . . . . . . . . . . . . . . . . . . . . . . . . . . . . . . . .                                                                           | . . . . . . . . . . . . . . . . . . . . . . . . . . . . . . . . . . . . . . . . . . . . . . . . . . . . . . . . . . . . . . . . . . . . . . . . . . . . . . . . . . . . . . . . . . . . . .                                                                           | . . . . . . . . . . . . . . . . . . . . . . . . . . . . . . . . . . . . . . . . . . . . . . . . . . . . . . . . . . . . . . . . . . . . . . . . . . . . . . . . . . . . . . . . . . . . . .                                                                           | . . . . . . . . . . . . . . . . . . . . . . . . . . . . . . . . . . . . . . . . . . . . . . . . . . . . . . . . . . . . . . . . . . . . . . . . . . . . . . . . . . . . . . . . . . . . . .                                                                           | . . . . . . . . . . . . . . . . . . . . . . . . . . . . . . . . . . . . . . . . . . . . . . . . . . . . . . . . . . . . . . . . . . . . . . . . . . . . . . . . . . . . . . . . . . . . . .                                                                           | . . . . . . . . . . . . . . . . . . . . . . . . . . . . . . . . . . . . . . . . . . . . . . . . . . . . . . . . . . . . . . . . . . . . . . . . . . . . . . . . . . . . . . . . . . . . . .                                                                           | . . . . . . . . . . . . . . . . . . . . . . . . . . . . . . . . . . . . . . . . . . . . . . . . . . . . . . . . . . . . . . . . . . . . . . . . . . . . . . . . . . . . . . . . . . . . . .                                                                           | . . . . . . . . . . . . . . . . . . . . . . . . . . . . . . . . . . . . . . . . . . . . . . . . . . . . . . . . . . . . . . . . . . . . . . . . . . . . . . . . . . . . . . . . . . . . . .                                                                           | . . . . . . . . . . . . . . . . . . . . . . . . . . . . . . . . . . . . . . . . . . . . . . . . . . . . . . . . . . . . . . . . . . . . . . . . . . . . . . . . . . . . . . . . . . . . . .                                                                           | . . . . . . . . . . . . . . . . . . . . . . . . . . . . . . . . . . . . . . . . . . . . . . . . . . . . . . . . . . . . . . . . . . . . . . . . . . . . . . . . . . . . . . . . . . . . . .                                                                           | . . . . . . . . . . . . . . . . . . . . . . . . . . . . . . . . . . . . . . . . . . . . . . . . . . . . . . . . . . . . . . . . . . . . . . . . . . . . . . . . . . . . . . . . . . . . . .                                                                           | . . . . . . . . . . . . . . . . . . . . . . . . . . . . . . . . . . . . . . . . . . . . . . . . . . . . . . . . . . . . . . . . . . . . . . . . . . . . . . . . . . . . . . . . . . . . . .                                                                           | . . . . . . . . . . . . . . . . . . . . . . . . . . . . . . . . . . . . . . . . . . . . . . . . . . . . . . . . . . . . . . . . . . . . . . . . . . . . . . . . . . . . . . . . . . . . . .                                                                           | . . . . . . . . . . . . . . . . . . . . . . . . . . . . . . . . . . . . . . . . . . . . . . . . . . . . . . . . . . . . . . . . . . . . . . . . . . . . . . . . . . . . . . . . . . . . . .                                                                           | . . . . . . . . . . . . . . . . . . . . . . . . . . . . . . . . . . . . . . . . . . . . . . . . . . . . . . . . . . . . . . . . . . . . . . . . . . . . . . . . . . . . . . . . . . . . . .                                                                           | . . . . . . . . . . . . . . . . . . . . . . . . . . . . . . . . . . . . . . . . . . . . . . . . . . . . . . . . . . . . . . . . . . . . . . . . . . . . . . . . . . . . . . . . . . . . . .                                                                           | . . . . . . . . . . . . . . . . . . . . . . . . . . . . . . . . . . . . . . . . . . . . . . . . . . . . . . . . . . . . . . . . . . . . . . . . . . . . . . . . . . . . . . . . . . . . . .                                                                           | . . . . . . . . . . . . . . . . . . . . . . . . . . . . . . . . . . . . . . . . . . . . . . . . . . . . . . . . . . . . . . . . . . . . . . . . . . . . . . . . . . . . . . . . . . . . . .                                                                           | . . . . . . . . . . . . . . . . . . . . . . . . . . . . . . . . . . . . . . . . . . . . . . . . . . . . . . . . . . . . . . . . . . . . . . . . . . . . . . . . . . . . . . . . . . . . . .                                                                           | . . . . . . . . . . . . . . . . . . . . . . . . . . . . . . . . . . . . . . . . . . . . . . . . . . . . . . . . . . . . . . . . . . . . . . . . . . . . . . . . . . . . . . . . . . . . . .                                                                           | . . . . . . . . . . . . . . . . . . . . . . . . . . . . . . . . . . . . . . . . . . . . . . . . . . . . . . . . . . . . . . . . . . . . . . . . . . . . . . . . . . . . . . . . . . . . . .                                                                           | . . . . . . . . . . . . . . . . . . . . . . . . . . . . . . . . . . . . . . . . . . . . . . . . . . . . . . . . . . . . . . . . . . . . . . . . . . . . . . . . . . . . . . . . . . . . . .                                                                           | . . . . . . . . . . . . . . . . . . . . . . . . . . . . . . . . . . . . . . . . . . . . . . . . . . . . . . . . . . . . . . . . . . . . . . . . . . . . . . . . . . . . . . . . . . . . . .                                                                           | . . . . . . . . . . . . . . . . . . . . . . . . . . . . . . . . . . . . . . . . . . . . . . . . . . . . . . . . . . . . . . . . . . . . . . . . . . . . . . . . . . . . . . . . . . . . . .                                                                           | | | | Vladimir Silva | Vladimir Silva | Vladimir Silva | Vladimir Silva | | | | | |                     |                     |                     |                     |                     |                     |                     |                     |                  |                  |                  |                  |                  |                  |                  |                  |                  |             |             |             |             |             |             |             |             |             |             |             |             |             |             |             |             |             |             |             |             |             |             |             |             |             |             |             |             |             |             |             |             |             |
| instrumentos | . . . . . . . . . . . . . . . . . . . . . . . . . . . . . . . . . . . . . . . . . . . . . . . . . . . . . . . . . . . . . . . . . . . . . . . . . . . . . . . . . . . . . . . . . . . . . . . .                                                                       | . . . . . . . . . . . . . . . . . . . . . . . . . . . . . . . . . . . . . . . . . . . . . . . . . . . . . . . . . . . . . . . . . . . . . . . . . . . . . . . . . . . . . . . . . . . . . . . .                                                                       | . . . . . . . . . . . . . . . . . . . . . . . . . . . . . . . . . . . . . . . . . . . . . . . . . . . . . . . . . . . . . . . . . . . . . . . . . . . . . . . . . . . . . . . . . . . . . . . .                                                                       | . . . . . . . . . . . . . . . . . . . . . . . . . . . . . . . . . . . . . . . . . . . . . . . . . . . . . . . . . . . . . . . . . . . . . . . . . . . . . . . . . . . . . . . . . . . . . . . .                                                                       | . . . . . . . . . . . . . . . . . . . . . . . . . . . . . . . . . . . . . . . . . . . . . . . . . . . . . . . . . . . . . . . . . . . . . . . . . . . . . . . . . . . . . . . . . . . . . . . .                                                                       | . . . . . . . . . . . . . . . . . . . . . . . . . . . . . . . . . . . . . . . . . . . . . . . . . . . . . . . . . . . . . . . . . . . . . . . . . . . . . . . . . . . . . . . . . . . . . . . .                                                                       | . . . . . . . . . . . . . . . . . . . . . . . . . . . . . . . . . . . . . . . . . . . . . . . . . . . . . . . . . . . . . . . . . . . . . . . . . . . . . . . . . . . . . . . . . . . . . . . .                                                                       | . . . . . . . . . . . . . . . . . . . . . . . . . . . . . . . . . . . . . . . . . . . . . . . . . . . . . . . . . . . . . . . . . . . . . . . . . . . . . . . . . . . . . . . . . . . . . . . .                                                                       | . . . . . . . . . . . . . . . . . . . . . . . . . . . . . . . . . . . . . . . . . . . . . . . . . . . . . . . . . . . . . . . . . . . . . . . . . . . . . . . . . . . . . . . . . . . . . . . .                                                                       | . . . . . . . . . . . . . . . . . . . . . . . . . . . . . . . . . . . . . . . . . . . . . . . . . . . . . . . . . . . . . . . . . . . . . . . . . . . . . . . . . . . . . . . . . . . . . . . .                                                                       | . . . . . . . . . . . . . . . . . . . . . . . . . . . . . . . . . . . . . . . . . . . . . . . . . . . . . . . . . . . . . . . . . . . . . . . . . . . . . . . . . . . . . . . . . . . . . . . .                                                                       | . . . . . . . . . . . . . . . . . . . . . . . . . . . . . . . . . . . . . . . . . . . . . . . . . . . . . . . . . . . . . . . . . . . . . . . . . . . . . . . . . . . . . . . . . . . . . . . .                                                                       | . . . . . . . . . . . . . . . . . . . . . . . . . . . . . . . . . . . . . . . . . . . . . . . . . . . . . . . . . . . . . . . . . . . . . . . . . . . . . . . . . . . . . . . . . . . . . . . .                                                                       | . . . . . . . . . . . . . . . . . . . . . . . . . . . . . . . . . . . . . . . . . . . . . . . . . . . . . . . . . . . . . . . . . . . . . . . . . . . . . . . . . . . . . . . . . . . . . . . .                                                                       | . . . . . . . . . . . . . . . . . . . . . . . . . . . . . . . . . . . . . . . . . . . . . . . . . . . . . . . . . . . . . . . . . . . . . . . . . . . . . . . . . . . . . . . . . . . . . . . .                                                                       | . . . . . . . . . . . . . . . . . . . . . . . . . . . . . . . . . . . . . . . . . . . . . . . . . . . . . . . . . . . . . . . . . . . . . . . . . . . . . . . . . . . . . . . . . . . . . . . .                                                                       | . . . . . . . . . . . . . . . . . . . . . . . . . . . . . . . . . . . . . . . . . . . . . . . . . . . . . . . . . . . . . . . . . . . . . . . . . . . . . . . . . . . . . . . . . . . . . . . .                                                                       | . . . . . . . . . . . . . . . . . . . . . . . . . . . . . . . . . . . . . . . . . . . . . . . . . . . . . . . . . . . . . . . . . . . . . . . . . . . . . . . . . . . . . . . . . . . . . . . .                                                                       | . . . . . . . . . . . . . . . . . . . . . . . . . . . . . . . . . . . . . . . . . . . . . . . . . . . . . . . . . . . . . . . . . . . . . . . . . . . . . . . . . . . . . . . . . . . . . . . .                                                                       | . . . . . . . . . . . . . . . . . . . . . . . . . . . . . . . . . . . . . . . . . . . . . . . . . . . . . . . . . . . . . . . . . . . . . . . . . . . . . . . . . . . . . . . . . . . . . . . .                                                                       | . . . . . . . . . . . . . . . . . . . . . . . . . . . . . . . . . . . . . . . . . . . . . . . . . . . . . . . . . . . . . . . . . . . . . . . . . . . . . . . . . . . . . . . . . . . . . . . .                                                                       | . . . . . . . . . . . . . . . . . . . . . . . . . . . . . . . . . . . . . . . . . . . . . . . . . . . . . . . . . . . . . . . . . . . . . . . . . . . . . . . . . . . . . . . . . . . . . . . .                                                                       | . . . . . . . . . . . . . . . . . . . . . . . . . . . . . . . . . . . . . . . . . . . . . . . . . . . . . . . . . . . . . . . . . . . . . . . . . . . . . . . . . . . . . . . . . . . . . . . .                                                                       | . . . . . . . . . . . . . . . . . . . . . . . . . . . . . . . . . . . . . . . . . . . . . . . . . . . . . . . . . . . . . . . . . . . . . . . . . . . . . . . . . . . . . . . . . . . . . . . .                                                                       | . . . . . . . . . . . . . . . . . . . . . . . . . . . . . . . . . . . . . . . . . . . . . . . . . . . . . . . . . . . . . . . . . . . . . . . . . . . . . . . . . . . . . . . . . . . . . . . .                                                                       | . . . . . . . . . . . . . . . . . . . . . . . . . . . . . . . . . . . . . . . . . . . . . . . . . . . . . . . . . . . . . . . . . . . . . . . . . . . . . . . . . . . . . . . . . . . . . . . .                                                                       | . . . . . . . . . . . . . . . . . . . . . . . . . . . . . . . . . . . . . . . . . . . . . . . . . . . . . . . . . . . . . . . . . . . . . . . . . . . . . . . . . . . . . . . . . . . . . . . .                                                                       | . . . . . . . . . . . . . . . . . . . . . . . . . . . . . . . . . . . . . . . . . . . . . . . . . . . . . . . . . . . . . . . . . . . . . . . . . . . . . . . . . . . . . . . . . . . . . . . .                                                                       | . . . . . . . . . . . . . . . . . . . . . . . . . . . . . . . . . . . . . . . . . . . . . . . . . . . . . . . . . . . . . . . . . . . . . . . . . . . . . . . . . . . . . . . . . . . . . . . .                                                                       | . . . . . . . . . . . . . . . . . . . . . . . . . . . . . . . . . . . . . . . . . . . . . . . . . . . . . . . . . . . . . . . . . . . . . . . . . . . . . . . . . . . . . . . . . . . . . . . .                                                                       | . . . . . . . . . . . . . . . . . . . . . . . . . . . . . . . . . . . . . . . . . . . . . . . . . . . . . . . . . . . . . . . . . . . . . . . . . . . . . . . . . . . . . . . . . . . . . . . .                                                                       | . . . . . . . . . . . . . . . . . . . . . . . . . . . . . . . . . . . . . . . . . . . . . . . . . . . . . . . . . . . . . . . . . . . . . . . . . . . . . . . . . . . . . . . . . . . . . . . .                                                                       | . . . . . . . . . . . . . . . . . . . . . . . . . . . . . . . . . . . . . . . . . . . . . . . . . . . . . . . . . . . . . . . . . . . . . . . . . . . . . . . . . . . . . . . . . . . . . . . .                                                                       | | Juan Carlos Cancino | Juan Carlos Cancino | Juan Carlos Cancino | Juan Carlos Cancino | Juan Carlos Cancino | Juan Carlos Cancino | | | | | |                     |                     |                     |                     |                     |                     |                     |                     |                  |                  |                  |                  |                  |                  |                  |                  |                  |             |             |             |             |             |             |             |             |             |             |             |             |             |             |             |             |             |             |             |             |             |             |             |             |             |             |             |             |             |             |             |             |             |
| instrumentos | . . . . . . . . . . . . . . . . . . . . . . . . . . . . . . . . . . . . . . . . . . . . . . . . . . . . . . . . . . . . . . . . . . . . . . . . . . . . . . . . . . . . . . . . . . . . . . . . . . .                                                                 | . . . . . . . . . . . . . . . . . . . . . . . . . . . . . . . . . . . . . . . . . . . . . . . . . . . . . . . . . . . . . . . . . . . . . . . . . . . . . . . . . . . . . . . . . . . . . . . . . . .                                                                 | . . . . . . . . . . . . . . . . . . . . . . . . . . . . . . . . . . . . . . . . . . . . . . . . . . . . . . . . . . . . . . . . . . . . . . . . . . . . . . . . . . . . . . . . . . . . . . . . . . .                                                                 | . . . . . . . . . . . . . . . . . . . . . . . . . . . . . . . . . . . . . . . . . . . . . . . . . . . . . . . . . . . . . . . . . . . . . . . . . . . . . . . . . . . . . . . . . . . . . . . . . . .                                                                 | . . . . . . . . . . . . . . . . . . . . . . . . . . . . . . . . . . . . . . . . . . . . . . . . . . . . . . . . . . . . . . . . . . . . . . . . . . . . . . . . . . . . . . . . . . . . . . . . . . .                                                                 | . . . . . . . . . . . . . . . . . . . . . . . . . . . . . . . . . . . . . . . . . . . . . . . . . . . . . . . . . . . . . . . . . . . . . . . . . . . . . . . . . . . . . . . . . . . . . . . . . . .                                                                 | . . . . . . . . . . . . . . . . . . . . . . . . . . . . . . . . . . . . . . . . . . . . . . . . . . . . . . . . . . . . . . . . . . . . . . . . . . . . . . . . . . . . . . . . . . . . . . . . . . .                                                                 | . . . . . . . . . . . . . . . . . . . . . . . . . . . . . . . . . . . . . . . . . . . . . . . . . . . . . . . . . . . . . . . . . . . . . . . . . . . . . . . . . . . . . . . . . . . . . . . . . . .                                                                 | . . . . . . . . . . . . . . . . . . . . . . . . . . . . . . . . . . . . . . . . . . . . . . . . . . . . . . . . . . . . . . . . . . . . . . . . . . . . . . . . . . . . . . . . . . . . . . . . . . .                                                                 | . . . . . . . . . . . . . . . . . . . . . . . . . . . . . . . . . . . . . . . . . . . . . . . . . . . . . . . . . . . . . . . . . . . . . . . . . . . . . . . . . . . . . . . . . . . . . . . . . . .                                                                 | . . . . . . . . . . . . . . . . . . . . . . . . . . . . . . . . . . . . . . . . . . . . . . . . . . . . . . . . . . . . . . . . . . . . . . . . . . . . . . . . . . . . . . . . . . . . . . . . . . .                                                                 | . . . . . . . . . . . . . . . . . . . . . . . . . . . . . . . . . . . . . . . . . . . . . . . . . . . . . . . . . . . . . . . . . . . . . . . . . . . . . . . . . . . . . . . . . . . . . . . . . . .                                                                 | . . . . . . . . . . . . . . . . . . . . . . . . . . . . . . . . . . . . . . . . . . . . . . . . . . . . . . . . . . . . . . . . . . . . . . . . . . . . . . . . . . . . . . . . . . . . . . . . . . .                                                                 | . . . . . . . . . . . . . . . . . . . . . . . . . . . . . . . . . . . . . . . . . . . . . . . . . . . . . . . . . . . . . . . . . . . . . . . . . . . . . . . . . . . . . . . . . . . . . . . . . . .                                                                 | . . . . . . . . . . . . . . . . . . . . . . . . . . . . . . . . . . . . . . . . . . . . . . . . . . . . . . . . . . . . . . . . . . . . . . . . . . . . . . . . . . . . . . . . . . . . . . . . . . .                                                                 | . . . . . . . . . . . . . . . . . . . . . . . . . . . . . . . . . . . . . . . . . . . . . . . . . . . . . . . . . . . . . . . . . . . . . . . . . . . . . . . . . . . . . . . . . . . . . . . . . . .                                                                 | . . . . . . . . . . . . . . . . . . . . . . . . . . . . . . . . . . . . . . . . . . . . . . . . . . . . . . . . . . . . . . . . . . . . . . . . . . . . . . . . . . . . . . . . . . . . . . . . . . .                                                                 | . . . . . . . . . . . . . . . . . . . . . . . . . . . . . . . . . . . . . . . . . . . . . . . . . . . . . . . . . . . . . . . . . . . . . . . . . . . . . . . . . . . . . . . . . . . . . . . . . . .                                                                 | . . . . . . . . . . . . . . . . . . . . . . . . . . . . . . . . . . . . . . . . . . . . . . . . . . . . . . . . . . . . . . . . . . . . . . . . . . . . . . . . . . . . . . . . . . . . . . . . . . .                                                                 | . . . . . . . . . . . . . . . . . . . . . . . . . . . . . . . . . . . . . . . . . . . . . . . . . . . . . . . . . . . . . . . . . . . . . . . . . . . . . . . . . . . . . . . . . . . . . . . . . . .                                                                 | . . . . . . . . . . . . . . . . . . . . . . . . . . . . . . . . . . . . . . . . . . . . . . . . . . . . . . . . . . . . . . . . . . . . . . . . . . . . . . . . . . . . . . . . . . . . . . . . . . .                                                                 | . . . . . . . . . . . . . . . . . . . . . . . . . . . . . . . . . . . . . . . . . . . . . . . . . . . . . . . . . . . . . . . . . . . . . . . . . . . . . . . . . . . . . . . . . . . . . . . . . . .                                                                 | . . . . . . . . . . . . . . . . . . . . . . . . . . . . . . . . . . . . . . . . . . . . . . . . . . . . . . . . . . . . . . . . . . . . . . . . . . . . . . . . . . . . . . . . . . . . . . . . . . .                                                                 | . . . . . . . . . . . . . . . . . . . . . . . . . . . . . . . . . . . . . . . . . . . . . . . . . . . . . . . . . . . . . . . . . . . . . . . . . . . . . . . . . . . . . . . . . . . . . . . . . . .                                                                 | . . . . . . . . . . . . . . . . . . . . . . . . . . . . . . . . . . . . . . . . . . . . . . . . . . . . . . . . . . . . . . . . . . . . . . . . . . . . . . . . . . . . . . . . . . . . . . . . . . .                                                                 | . . . . . . . . . . . . . . . . . . . . . . . . . . . . . . . . . . . . . . . . . . . . . . . . . . . . . . . . . . . . . . . . . . . . . . . . . . . . . . . . . . . . . . . . . . . . . . . . . . .                                                                 | . . . . . . . . . . . . . . . . . . . . . . . . . . . . . . . . . . . . . . . . . . . . . . . . . . . . . . . . . . . . . . . . . . . . . . . . . . . . . . . . . . . . . . . . . . . . . . . . . . .                                                                 | . . . . . . . . . . . . . . . . . . . . . . . . . . . . . . . . . . . . . . . . . . . . . . . . . . . . . . . . . . . . . . . . . . . . . . . . . . . . . . . . . . . . . . . . . . . . . . . . . . .                                                                 | . . . . . . . . . . . . . . . . . . . . . . . . . . . . . . . . . . . . . . . . . . . . . . . . . . . . . . . . . . . . . . . . . . . . . . . . . . . . . . . . . . . . . . . . . . . . . . . . . . .                                                                 | . . . . . . . . . . . . . . . . . . . . . . . . . . . . . . . . . . . . . . . . . . . . . . . . . . . . . . . . . . . . . . . . . . . . . . . . . . . . . . . . . . . . . . . . . . . . . . . . . . .                                                                 | . . . . . . . . . . . . . . . . . . . . . . . . . . . . . . . . . . . . . . . . . . . . . . . . . . . . . . . . . . . . . . . . . . . . . . . . . . . . . . . . . . . . . . . . . . . . . . . . . . .                                                                 | . . . . . . . . . . . . . . . . . . . . . . . . . . . . . . . . . . . . . . . . . . . . . . . . . . . . . . . . . . . . . . . . . . . . . . . . . . . . . . . . . . . . . . . . . . . . . . . . . . .                                                                 | . . . . . . . . . . . . . . . . . . . . . . . . . . . . . . . . . . . . . . . . . . . . . . . . . . . . . . . . . . . . . . . . . . . . . . . . . . . . . . . . . . . . . . . . . . . . . . . . . . .                                                                 | . . . . . . . . . . . . . . . . . . . . . . . . . . . . . . . . . . . . . . . . . . . . . . . . . . . . . . . . . . . . . . . . . . . . . . . . . . . . . . . . . . . . . . . . . . . . . . . . . . .                                                                 | | | Claudio Largo | Claudio Largo | Claudio Largo | Claudio Largo | | | | | |                     |                     |                     |                     |                     |                     |                     |                     |                  |                  |                  |                  |                  |                  |                  |                  |                  |             |             |             |             |             |             |             |             |             |             |             |             |             |             |             |             |             |             |             |             |             |             |             |             |             |             |             |             |             |             |             |             |             |
| instrumentos | . . . . . . . . . . . . . . . . . . . . . . . . . . . . . . . . . . . . . . . . . . . . . . . . . . . . . . . . . . . . . . . . . . . . . . . . . . . . . . . . . . . . . . . . . . . . . . . . . . . . . . . . .                                                     | . . . . . . . . . . . . . . . . . . . . . . . . . . . . . . . . . . . . . . . . . . . . . . . . . . . . . . . . . . . . . . . . . . . . . . . . . . . . . . . . . . . . . . . . . . . . . . . . . . . . . . . . .                                                     | . . . . . . . . . . . . . . . . . . . . . . . . . . . . . . . . . . . . . . . . . . . . . . . . . . . . . . . . . . . . . . . . . . . . . . . . . . . . . . . . . . . . . . . . . . . . . . . . . . . . . . . . .                                                     | . . . . . . . . . . . . . . . . . . . . . . . . . . . . . . . . . . . . . . . . . . . . . . . . . . . . . . . . . . . . . . . . . . . . . . . . . . . . . . . . . . . . . . . . . . . . . . . . . . . . . . . . .                                                     | . . . . . . . . . . . . . . . . . . . . . . . . . . . . . . . . . . . . . . . . . . . . . . . . . . . . . . . . . . . . . . . . . . . . . . . . . . . . . . . . . . . . . . . . . . . . . . . . . . . . . . . . .                                                     | . . . . . . . . . . . . . . . . . . . . . . . . . . . . . . . . . . . . . . . . . . . . . . . . . . . . . . . . . . . . . . . . . . . . . . . . . . . . . . . . . . . . . . . . . . . . . . . . . . . . . . . . .                                                     | . . . . . . . . . . . . . . . . . . . . . . . . . . . . . . . . . . . . . . . . . . . . . . . . . . . . . . . . . . . . . . . . . . . . . . . . . . . . . . . . . . . . . . . . . . . . . . . . . . . . . . . . .                                                     | . . . . . . . . . . . . . . . . . . . . . . . . . . . . . . . . . . . . . . . . . . . . . . . . . . . . . . . . . . . . . . . . . . . . . . . . . . . . . . . . . . . . . . . . . . . . . . . . . . . . . . . . .                                                     | . . . . . . . . . . . . . . . . . . . . . . . . . . . . . . . . . . . . . . . . . . . . . . . . . . . . . . . . . . . . . . . . . . . . . . . . . . . . . . . . . . . . . . . . . . . . . . . . . . . . . . . . .                                                     | . . . . . . . . . . . . . . . . . . . . . . . . . . . . . . . . . . . . . . . . . . . . . . . . . . . . . . . . . . . . . . . . . . . . . . . . . . . . . . . . . . . . . . . . . . . . . . . . . . . . . . . . .                                                     | . . . . . . . . . . . . . . . . . . . . . . . . . . . . . . . . . . . . . . . . . . . . . . . . . . . . . . . . . . . . . . . . . . . . . . . . . . . . . . . . . . . . . . . . . . . . . . . . . . . . . . . . .                                                     | . . . . . . . . . . . . . . . . . . . . . . . . . . . . . . . . . . . . . . . . . . . . . . . . . . . . . . . . . . . . . . . . . . . . . . . . . . . . . . . . . . . . . . . . . . . . . . . . . . . . . . . . .                                                     | . . . . . . . . . . . . . . . . . . . . . . . . . . . . . . . . . . . . . . . . . . . . . . . . . . . . . . . . . . . . . . . . . . . . . . . . . . . . . . . . . . . . . . . . . . . . . . . . . . . . . . . . .                                                     | . . . . . . . . . . . . . . . . . . . . . . . . . . . . . . . . . . . . . . . . . . . . . . . . . . . . . . . . . . . . . . . . . . . . . . . . . . . . . . . . . . . . . . . . . . . . . . . . . . . . . . . . .                                                     | . . . . . . . . . . . . . . . . . . . . . . . . . . . . . . . . . . . . . . . . . . . . . . . . . . . . . . . . . . . . . . . . . . . . . . . . . . . . . . . . . . . . . . . . . . . . . . . . . . . . . . . . .                                                     | . . . . . . . . . . . . . . . . . . . . . . . . . . . . . . . . . . . . . . . . . . . . . . . . . . . . . . . . . . . . . . . . . . . . . . . . . . . . . . . . . . . . . . . . . . . . . . . . . . . . . . . . .                                                     | . . . . . . . . . . . . . . . . . . . . . . . . . . . . . . . . . . . . . . . . . . . . . . . . . . . . . . . . . . . . . . . . . . . . . . . . . . . . . . . . . . . . . . . . . . . . . . . . . . . . . . . . .                                                     | . . . . . . . . . . . . . . . . . . . . . . . . . . . . . . . . . . . . . . . . . . . . . . . . . . . . . . . . . . . . . . . . . . . . . . . . . . . . . . . . . . . . . . . . . . . . . . . . . . . . . . . . .                                                     | . . . . . . . . . . . . . . . . . . . . . . . . . . . . . . . . . . . . . . . . . . . . . . . . . . . . . . . . . . . . . . . . . . . . . . . . . . . . . . . . . . . . . . . . . . . . . . . . . . . . . . . . .                                                     | . . . . . . . . . . . . . . . . . . . . . . . . . . . . . . . . . . . . . . . . . . . . . . . . . . . . . . . . . . . . . . . . . . . . . . . . . . . . . . . . . . . . . . . . . . . . . . . . . . . . . . . . .                                                     | . . . . . . . . . . . . . . . . . . . . . . . . . . . . . . . . . . . . . . . . . . . . . . . . . . . . . . . . . . . . . . . . . . . . . . . . . . . . . . . . . . . . . . . . . . . . . . . . . . . . . . . . .                                                     | . . . . . . . . . . . . . . . . . . . . . . . . . . . . . . . . . . . . . . . . . . . . . . . . . . . . . . . . . . . . . . . . . . . . . . . . . . . . . . . . . . . . . . . . . . . . . . . . . . . . . . . . .                                                     | . . . . . . . . . . . . . . . . . . . . . . . . . . . . . . . . . . . . . . . . . . . . . . . . . . . . . . . . . . . . . . . . . . . . . . . . . . . . . . . . . . . . . . . . . . . . . . . . . . . . . . . . .                                                     | . . . . . . . . . . . . . . . . . . . . . . . . . . . . . . . . . . . . . . . . . . . . . . . . . . . . . . . . . . . . . . . . . . . . . . . . . . . . . . . . . . . . . . . . . . . . . . . . . . . . . . . . .                                                     | . . . . . . . . . . . . . . . . . . . . . . . . . . . . . . . . . . . . . . . . . . . . . . . . . . . . . . . . . . . . . . . . . . . . . . . . . . . . . . . . . . . . . . . . . . . . . . . . . . . . . . . . .                                                     | . . . . . . . . . . . . . . . . . . . . . . . . . . . . . . . . . . . . . . . . . . . . . . . . . . . . . . . . . . . . . . . . . . . . . . . . . . . . . . . . . . . . . . . . . . . . . . . . . . . . . . . . .                                                     | . . . . . . . . . . . . . . . . . . . . . . . . . . . . . . . . . . . . . . . . . . . . . . . . . . . . . . . . . . . . . . . . . . . . . . . . . . . . . . . . . . . . . . . . . . . . . . . . . . . . . . . . .                                                     | . . . . . . . . . . . . . . . . . . . . . . . . . . . . . . . . . . . . . . . . . . . . . . . . . . . . . . . . . . . . . . . . . . . . . . . . . . . . . . . . . . . . . . . . . . . . . . . . . . . . . . . . .                                                     | . . . . . . . . . . . . . . . . . . . . . . . . . . . . . . . . . . . . . . . . . . . . . . . . . . . . . . . . . . . . . . . . . . . . . . . . . . . . . . . . . . . . . . . . . . . . . . . . . . . . . . . . .                                                     | . . . . . . . . . . . . . . . . . . . . . . . . . . . . . . . . . . . . . . . . . . . . . . . . . . . . . . . . . . . . . . . . . . . . . . . . . . . . . . . . . . . . . . . . . . . . . . . . . . . . . . . . .                                                     | . . . . . . . . . . . . . . . . . . . . . . . . . . . . . . . . . . . . . . . . . . . . . . . . . . . . . . . . . . . . . . . . . . . . . . . . . . . . . . . . . . . . . . . . . . . . . . . . . . . . . . . . .                                                     | . . . . . . . . . . . . . . . . . . . . . . . . . . . . . . . . . . . . . . . . . . . . . . . . . . . . . . . . . . . . . . . . . . . . . . . . . . . . . . . . . . . . . . . . . . . . . . . . . . . . . . . . .                                                     | . . . . . . . . . . . . . . . . . . . . . . . . . . . . . . . . . . . . . . . . . . . . . . . . . . . . . . . . . . . . . . . . . . . . . . . . . . . . . . . . . . . . . . . . . . . . . . . . . . . . . . . . .                                                     | . . . . . . . . . . . . . . . . . . . . . . . . . . . . . . . . . . . . . . . . . . . . . . . . . . . . . . . . . . . . . . . . . . . . . . . . . . . . . . . . . . . . . . . . . . . . . . . . . . . . . . . . .                                                     | . . . . . . . . . . . . . . . . . . . . . . . . . . . . . . . . . . . . . . . . . . . . . . . . . . . . . . . . . . . . . . . . . . . . . . . . . . . . . . . . . . . . . . . . . . . . . . . . . . . . . . . . .                                                     | . . . . . . . . . . . . . . . . . . . . . . . . . . . . . . . . . . . . . . . . . . . . . . . . . . . . . . . . . . . . . . . . . . . . . . . . . . . . . . . . . . . . . . . . . . . . . . . . . . . . . . . . .                                                     | Alfredo Ulloa | Alfredo Ulloa | Alfredo Ulloa | Alfredo Ulloa | Alfredo Ulloa | Alfredo Ulloa | Alfredo Ulloa | Alfredo Ulloa | Alfredo Ulloa |                     |                     |                     |                     |                     |                     |                     |                     |                  |                  |                  |                  |                  |                  |                  |                  |                  |             |             |             |             |             |             |             |             |             |             |             |             |             |             |             |             |             |             |             |             |             |             |             |             |             |             |             |             |             |             |             |             |             |
| instrumentos | . . . . . . . . . . . . . . . . . . . . . . . . . . . . . . . . . . . . . . . . . . . . . . . . . . . . . . . . . . . . . . . . . . . . . . . . . . . . . . . . . . . . . . . . . . . . . . . . . . . . . . . . .                                                     | . . . . . . . . . . . . . . . . . . . . . . . . . . . . . . . . . . . . . . . . . . . . . . . . . . . . . . . . . . . . . . . . . . . . . . . . . . . . . . . . . . . . . . . . . . . . . . . . . . . . . . . . .                                                     | . . . . . . . . . . . . . . . . . . . . . . . . . . . . . . . . . . . . . . . . . . . . . . . . . . . . . . . . . . . . . . . . . . . . . . . . . . . . . . . . . . . . . . . . . . . . . . . . . . . . . . . . .                                                     | . . . . . . . . . . . . . . . . . . . . . . . . . . . . . . . . . . . . . . . . . . . . . . . . . . . . . . . . . . . . . . . . . . . . . . . . . . . . . . . . . . . . . . . . . . . . . . . . . . . . . . . . .                                                     | . . . . . . . . . . . . . . . . . . . . . . . . . . . . . . . . . . . . . . . . . . . . . . . . . . . . . . . . . . . . . . . . . . . . . . . . . . . . . . . . . . . . . . . . . . . . . . . . . . . . . . . . .                                                     | . . . . . . . . . . . . . . . . . . . . . . . . . . . . . . . . . . . . . . . . . . . . . . . . . . . . . . . . . . . . . . . . . . . . . . . . . . . . . . . . . . . . . . . . . . . . . . . . . . . . . . . . .                                                     | . . . . . . . . . . . . . . . . . . . . . . . . . . . . . . . . . . . . . . . . . . . . . . . . . . . . . . . . . . . . . . . . . . . . . . . . . . . . . . . . . . . . . . . . . . . . . . . . . . . . . . . . .                                                     | . . . . . . . . . . . . . . . . . . . . . . . . . . . . . . . . . . . . . . . . . . . . . . . . . . . . . . . . . . . . . . . . . . . . . . . . . . . . . . . . . . . . . . . . . . . . . . . . . . . . . . . . .                                                     | . . . . . . . . . . . . . . . . . . . . . . . . . . . . . . . . . . . . . . . . . . . . . . . . . . . . . . . . . . . . . . . . . . . . . . . . . . . . . . . . . . . . . . . . . . . . . . . . . . . . . . . . .                                                     | . . . . . . . . . . . . . . . . . . . . . . . . . . . . . . . . . . . . . . . . . . . . . . . . . . . . . . . . . . . . . . . . . . . . . . . . . . . . . . . . . . . . . . . . . . . . . . . . . . . . . . . . .                                                     | . . . . . . . . . . . . . . . . . . . . . . . . . . . . . . . . . . . . . . . . . . . . . . . . . . . . . . . . . . . . . . . . . . . . . . . . . . . . . . . . . . . . . . . . . . . . . . . . . . . . . . . . .                                                     | . . . . . . . . . . . . . . . . . . . . . . . . . . . . . . . . . . . . . . . . . . . . . . . . . . . . . . . . . . . . . . . . . . . . . . . . . . . . . . . . . . . . . . . . . . . . . . . . . . . . . . . . .                                                     | . . . . . . . . . . . . . . . . . . . . . . . . . . . . . . . . . . . . . . . . . . . . . . . . . . . . . . . . . . . . . . . . . . . . . . . . . . . . . . . . . . . . . . . . . . . . . . . . . . . . . . . . .                                                     | . . . . . . . . . . . . . . . . . . . . . . . . . . . . . . . . . . . . . . . . . . . . . . . . . . . . . . . . . . . . . . . . . . . . . . . . . . . . . . . . . . . . . . . . . . . . . . . . . . . . . . . . .                                                     | . . . . . . . . . . . . . . . . . . . . . . . . . . . . . . . . . . . . . . . . . . . . . . . . . . . . . . . . . . . . . . . . . . . . . . . . . . . . . . . . . . . . . . . . . . . . . . . . . . . . . . . . .                                                     | . . . . . . . . . . . . . . . . . . . . . . . . . . . . . . . . . . . . . . . . . . . . . . . . . . . . . . . . . . . . . . . . . . . . . . . . . . . . . . . . . . . . . . . . . . . . . . . . . . . . . . . . .                                                     | . . . . . . . . . . . . . . . . . . . . . . . . . . . . . . . . . . . . . . . . . . . . . . . . . . . . . . . . . . . . . . . . . . . . . . . . . . . . . . . . . . . . . . . . . . . . . . . . . . . . . . . . .                                                     | . . . . . . . . . . . . . . . . . . . . . . . . . . . . . . . . . . . . . . . . . . . . . . . . . . . . . . . . . . . . . . . . . . . . . . . . . . . . . . . . . . . . . . . . . . . . . . . . . . . . . . . . .                                                     | . . . . . . . . . . . . . . . . . . . . . . . . . . . . . . . . . . . . . . . . . . . . . . . . . . . . . . . . . . . . . . . . . . . . . . . . . . . . . . . . . . . . . . . . . . . . . . . . . . . . . . . . .                                                     | . . . . . . . . . . . . . . . . . . . . . . . . . . . . . . . . . . . . . . . . . . . . . . . . . . . . . . . . . . . . . . . . . . . . . . . . . . . . . . . . . . . . . . . . . . . . . . . . . . . . . . . . .                                                     | . . . . . . . . . . . . . . . . . . . . . . . . . . . . . . . . . . . . . . . . . . . . . . . . . . . . . . . . . . . . . . . . . . . . . . . . . . . . . . . . . . . . . . . . . . . . . . . . . . . . . . . . .                                                     | . . . . . . . . . . . . . . . . . . . . . . . . . . . . . . . . . . . . . . . . . . . . . . . . . . . . . . . . . . . . . . . . . . . . . . . . . . . . . . . . . . . . . . . . . . . . . . . . . . . . . . . . .                                                     | . . . . . . . . . . . . . . . . . . . . . . . . . . . . . . . . . . . . . . . . . . . . . . . . . . . . . . . . . . . . . . . . . . . . . . . . . . . . . . . . . . . . . . . . . . . . . . . . . . . . . . . . .                                                     | . . . . . . . . . . . . . . . . . . . . . . . . . . . . . . . . . . . . . . . . . . . . . . . . . . . . . . . . . . . . . . . . . . . . . . . . . . . . . . . . . . . . . . . . . . . . . . . . . . . . . . . . .                                                     | . . . . . . . . . . . . . . . . . . . . . . . . . . . . . . . . . . . . . . . . . . . . . . . . . . . . . . . . . . . . . . . . . . . . . . . . . . . . . . . . . . . . . . . . . . . . . . . . . . . . . . . . .                                                     | . . . . . . . . . . . . . . . . . . . . . . . . . . . . . . . . . . . . . . . . . . . . . . . . . . . . . . . . . . . . . . . . . . . . . . . . . . . . . . . . . . . . . . . . . . . . . . . . . . . . . . . . .                                                     | . . . . . . . . . . . . . . . . . . . . . . . . . . . . . . . . . . . . . . . . . . . . . . . . . . . . . . . . . . . . . . . . . . . . . . . . . . . . . . . . . . . . . . . . . . . . . . . . . . . . . . . . .                                                     | . . . . . . . . . . . . . . . . . . . . . . . . . . . . . . . . . . . . . . . . . . . . . . . . . . . . . . . . . . . . . . . . . . . . . . . . . . . . . . . . . . . . . . . . . . . . . . . . . . . . . . . . .                                                     | . . . . . . . . . . . . . . . . . . . . . . . . . . . . . . . . . . . . . . . . . . . . . . . . . . . . . . . . . . . . . . . . . . . . . . . . . . . . . . . . . . . . . . . . . . . . . . . . . . . . . . . . .                                                     | . . . . . . . . . . . . . . . . . . . . . . . . . . . . . . . . . . . . . . . . . . . . . . . . . . . . . . . . . . . . . . . . . . . . . . . . . . . . . . . . . . . . . . . . . . . . . . . . . . . . . . . . .                                                     | . . . . . . . . . . . . . . . . . . . . . . . . . . . . . . . . . . . . . . . . . . . . . . . . . . . . . . . . . . . . . . . . . . . . . . . . . . . . . . . . . . . . . . . . . . . . . . . . . . . . . . . . .                                                     | . . . . . . . . . . . . . . . . . . . . . . . . . . . . . . . . . . . . . . . . . . . . . . . . . . . . . . . . . . . . . . . . . . . . . . . . . . . . . . . . . . . . . . . . . . . . . . . . . . . . . . . . .                                                     | . . . . . . . . . . . . . . . . . . . . . . . . . . . . . . . . . . . . . . . . . . . . . . . . . . . . . . . . . . . . . . . . . . . . . . . . . . . . . . . . . . . . . . . . . . . . . . . . . . . . . . . . .                                                     | . . . . . . . . . . . . . . . . . . . . . . . . . . . . . . . . . . . . . . . . . . . . . . . . . . . . . . . . . . . . . . . . . . . . . . . . . . . . . . . . . . . . . . . . . . . . . . . . . . . . . . . . .                                                     | . . . . . . . . . . . . . . . . . . . . . . . . . . . . . . . . . . . . . . . . . . . . . . . . . . . . . . . . . . . . . . . . . . . . . . . . . . . . . . . . . . . . . . . . . . . . . . . . . . . . . . . . .                                                     | . . . . . . . . . . . . . . . . . . . . . . . . . . . . . . . . . . . . . . . . . . . . . . . . . . . . . . . . . . . . . . . . . . . . . . . . . . . . . . . . . . . . . . . . . . . . . . . . . . . . . . . . .                                                     | José Luis Contreras | José Luis Contreras | José Luis Contreras | José Luis Contreras | José Luis Contreras | José Luis Contreras | José Luis Contreras | José Luis Contreras | José Luis Contreras | José Luis Contreras | José Luis Contreras | José Luis Contreras | José Luis Contreras | José Luis Contreras | José Luis Contreras | José Luis Contreras | José Luis Contreras |                  |                  |                  |                  |                  |                  |                  |                  |                  |             |             |             |             |             |             |             |             |             |             |             |             |             |             |             |             |             |             |             |             |             |             |             |             |             |             |             |             |             |             |             |             |             |
| instrumentos | . . . . . . . . . . . . . . . . . . . . . . . . . . . . . . . . . . . . . . . . . . . . . . . . . . . . . . . . . . . . . . . . . . . . . . . . . . . . . . . . . . . . . . . . . . . . . . . . . . . . . . . . . . . . . . . . . . . . . . . . . . . . . . . . . . . | . . . . . . . . . . . . . . . . . . . . . . . . . . . . . . . . . . . . . . . . . . . . . . . . . . . . . . . . . . . . . . . . . . . . . . . . . . . . . . . . . . . . . . . . . . . . . . . . . . . . . . . . . . . . . . . . . . . . . . . . . . . . . . . . . . . | . . . . . . . . . . . . . . . . . . . . . . . . . . . . . . . . . . . . . . . . . . . . . . . . . . . . . . . . . . . . . . . . . . . . . . . . . . . . . . . . . . . . . . . . . . . . . . . . . . . . . . . . . . . . . . . . . . . . . . . . . . . . . . . . . . . | . . . . . . . . . . . . . . . . . . . . . . . . . . . . . . . . . . . . . . . . . . . . . . . . . . . . . . . . . . . . . . . . . . . . . . . . . . . . . . . . . . . . . . . . . . . . . . . . . . . . . . . . . . . . . . . . . . . . . . . . . . . . . . . . . . . | . . . . . . . . . . . . . . . . . . . . . . . . . . . . . . . . . . . . . . . . . . . . . . . . . . . . . . . . . . . . . . . . . . . . . . . . . . . . . . . . . . . . . . . . . . . . . . . . . . . . . . . . . . . . . . . . . . . . . . . . . . . . . . . . . . . | . . . . . . . . . . . . . . . . . . . . . . . . . . . . . . . . . . . . . . . . . . . . . . . . . . . . . . . . . . . . . . . . . . . . . . . . . . . . . . . . . . . . . . . . . . . . . . . . . . . . . . . . . . . . . . . . . . . . . . . . . . . . . . . . . . . | . . . . . . . . . . . . . . . . . . . . . . . . . . . . . . . . . . . . . . . . . . . . . . . . . . . . . . . . . . . . . . . . . . . . . . . . . . . . . . . . . . . . . . . . . . . . . . . . . . . . . . . . . . . . . . . . . . . . . . . . . . . . . . . . . . . | . . . . . . . . . . . . . . . . . . . . . . . . . . . . . . . . . . . . . . . . . . . . . . . . . . . . . . . . . . . . . . . . . . . . . . . . . . . . . . . . . . . . . . . . . . . . . . . . . . . . . . . . . . . . . . . . . . . . . . . . . . . . . . . . . . . | . . . . . . . . . . . . . . . . . . . . . . . . . . . . . . . . . . . . . . . . . . . . . . . . . . . . . . . . . . . . . . . . . . . . . . . . . . . . . . . . . . . . . . . . . . . . . . . . . . . . . . . . . . . . . . . . . . . . . . . . . . . . . . . . . . . | . . . . . . . . . . . . . . . . . . . . . . . . . . . . . . . . . . . . . . . . . . . . . . . . . . . . . . . . . . . . . . . . . . . . . . . . . . . . . . . . . . . . . . . . . . . . . . . . . . . . . . . . . . . . . . . . . . . . . . . . . . . . . . . . . . . | . . . . . . . . . . . . . . . . . . . . . . . . . . . . . . . . . . . . . . . . . . . . . . . . . . . . . . . . . . . . . . . . . . . . . . . . . . . . . . . . . . . . . . . . . . . . . . . . . . . . . . . . . . . . . . . . . . . . . . . . . . . . . . . . . . . | . . . . . . . . . . . . . . . . . . . . . . . . . . . . . . . . . . . . . . . . . . . . . . . . . . . . . . . . . . . . . . . . . . . . . . . . . . . . . . . . . . . . . . . . . . . . . . . . . . . . . . . . . . . . . . . . . . . . . . . . . . . . . . . . . . . | . . . . . . . . . . . . . . . . . . . . . . . . . . . . . . . . . . . . . . . . . . . . . . . . . . . . . . . . . . . . . . . . . . . . . . . . . . . . . . . . . . . . . . . . . . . . . . . . . . . . . . . . . . . . . . . . . . . . . . . . . . . . . . . . . . . | . . . . . . . . . . . . . . . . . . . . . . . . . . . . . . . . . . . . . . . . . . . . . . . . . . . . . . . . . . . . . . . . . . . . . . . . . . . . . . . . . . . . . . . . . . . . . . . . . . . . . . . . . . . . . . . . . . . . . . . . . . . . . . . . . . . | . . . . . . . . . . . . . . . . . . . . . . . . . . . . . . . . . . . . . . . . . . . . . . . . . . . . . . . . . . . . . . . . . . . . . . . . . . . . . . . . . . . . . . . . . . . . . . . . . . . . . . . . . . . . . . . . . . . . . . . . . . . . . . . . . . . | . . . . . . . . . . . . . . . . . . . . . . . . . . . . . . . . . . . . . . . . . . . . . . . . . . . . . . . . . . . . . . . . . . . . . . . . . . . . . . . . . . . . . . . . . . . . . . . . . . . . . . . . . . . . . . . . . . . . . . . . . . . . . . . . . . . | . . . . . . . . . . . . . . . . . . . . . . . . . . . . . . . . . . . . . . . . . . . . . . . . . . . . . . . . . . . . . . . . . . . . . . . . . . . . . . . . . . . . . . . . . . . . . . . . . . . . . . . . . . . . . . . . . . . . . . . . . . . . . . . . . . . | . . . . . . . . . . . . . . . . . . . . . . . . . . . . . . . . . . . . . . . . . . . . . . . . . . . . . . . . . . . . . . . . . . . . . . . . . . . . . . . . . . . . . . . . . . . . . . . . . . . . . . . . . . . . . . . . . . . . . . . . . . . . . . . . . . . | . . . . . . . . . . . . . . . . . . . . . . . . . . . . . . . . . . . . . . . . . . . . . . . . . . . . . . . . . . . . . . . . . . . . . . . . . . . . . . . . . . . . . . . . . . . . . . . . . . . . . . . . . . . . . . . . . . . . . . . . . . . . . . . . . . . | . . . . . . . . . . . . . . . . . . . . . . . . . . . . . . . . . . . . . . . . . . . . . . . . . . . . . . . . . . . . . . . . . . . . . . . . . . . . . . . . . . . . . . . . . . . . . . . . . . . . . . . . . . . . . . . . . . . . . . . . . . . . . . . . . . . | . . . . . . . . . . . . . . . . . . . . . . . . . . . . . . . . . . . . . . . . . . . . . . . . . . . . . . . . . . . . . . . . . . . . . . . . . . . . . . . . . . . . . . . . . . . . . . . . . . . . . . . . . . . . . . . . . . . . . . . . . . . . . . . . . . . | . . . . . . . . . . . . . . . . . . . . . . . . . . . . . . . . . . . . . . . . . . . . . . . . . . . . . . . . . . . . . . . . . . . . . . . . . . . . . . . . . . . . . . . . . . . . . . . . . . . . . . . . . . . . . . . . . . . . . . . . . . . . . . . . . . . | . . . . . . . . . . . . . . . . . . . . . . . . . . . . . . . . . . . . . . . . . . . . . . . . . . . . . . . . . . . . . . . . . . . . . . . . . . . . . . . . . . . . . . . . . . . . . . . . . . . . . . . . . . . . . . . . . . . . . . . . . . . . . . . . . . . | . . . . . . . . . . . . . . . . . . . . . . . . . . . . . . . . . . . . . . . . . . . . . . . . . . . . . . . . . . . . . . . . . . . . . . . . . . . . . . . . . . . . . . . . . . . . . . . . . . . . . . . . . . . . . . . . . . . . . . . . . . . . . . . . . . . | . . . . . . . . . . . . . . . . . . . . . . . . . . . . . . . . . . . . . . . . . . . . . . . . . . . . . . . . . . . . . . . . . . . . . . . . . . . . . . . . . . . . . . . . . . . . . . . . . . . . . . . . . . . . . . . . . . . . . . . . . . . . . . . . . . . | . . . . . . . . . . . . . . . . . . . . . . . . . . . . . . . . . . . . . . . . . . . . . . . . . . . . . . . . . . . . . . . . . . . . . . . . . . . . . . . . . . . . . . . . . . . . . . . . . . . . . . . . . . . . . . . . . . . . . . . . . . . . . . . . . . . | . . . . . . . . . . . . . . . . . . . . . . . . . . . . . . . . . . . . . . . . . . . . . . . . . . . . . . . . . . . . . . . . . . . . . . . . . . . . . . . . . . . . . . . . . . . . . . . . . . . . . . . . . . . . . . . . . . . . . . . . . . . . . . . . . . . | . . . . . . . . . . . . . . . . . . . . . . . . . . . . . . . . . . . . . . . . . . . . . . . . . . . . . . . . . . . . . . . . . . . . . . . . . . . . . . . . . . . . . . . . . . . . . . . . . . . . . . . . . . . . . . . . . . . . . . . . . . . . . . . . . . . | . . . . . . . . . . . . . . . . . . . . . . . . . . . . . . . . . . . . . . . . . . . . . . . . . . . . . . . . . . . . . . . . . . . . . . . . . . . . . . . . . . . . . . . . . . . . . . . . . . . . . . . . . . . . . . . . . . . . . . . . . . . . . . . . . . . | . . . . . . . . . . . . . . . . . . . . . . . . . . . . . . . . . . . . . . . . . . . . . . . . . . . . . . . . . . . . . . . . . . . . . . . . . . . . . . . . . . . . . . . . . . . . . . . . . . . . . . . . . . . . . . . . . . . . . . . . . . . . . . . . . . . | . . . . . . . . . . . . . . . . . . . . . . . . . . . . . . . . . . . . . . . . . . . . . . . . . . . . . . . . . . . . . . . . . . . . . . . . . . . . . . . . . . . . . . . . . . . . . . . . . . . . . . . . . . . . . . . . . . . . . . . . . . . . . . . . . . . | . . . . . . . . . . . . . . . . . . . . . . . . . . . . . . . . . . . . . . . . . . . . . . . . . . . . . . . . . . . . . . . . . . . . . . . . . . . . . . . . . . . . . . . . . . . . . . . . . . . . . . . . . . . . . . . . . . . . . . . . . . . . . . . . . . . | . . . . . . . . . . . . . . . . . . . . . . . . . . . . . . . . . . . . . . . . . . . . . . . . . . . . . . . . . . . . . . . . . . . . . . . . . . . . . . . . . . . . . . . . . . . . . . . . . . . . . . . . . . . . . . . . . . . . . . . . . . . . . . . . . . . | . . . . . . . . . . . . . . . . . . . . . . . . . . . . . . . . . . . . . . . . . . . . . . . . . . . . . . . . . . . . . . . . . . . . . . . . . . . . . . . . . . . . . . . . . . . . . . . . . . . . . . . . . . . . . . . . . . . . . . . . . . . . . . . . . . . | . . . . . . . . . . . . . . . . . . . . . . . . . . . . . . . . . . . . . . . . . . . . . . . . . . . . . . . . . . . . . . . . . . . . . . . . . . . . . . . . . . . . . . . . . . . . . . . . . . . . . . . . . . . . . . . . . . . . . . . . . . . . . . . . . . . | . . . . . . . . . . . . . . . . . . . . . . . . . . . . . . . . . . . . . . . . . . . . . . . . . . . . . . . . . . . . . . . . . . . . . . . . . . . . . . . . . . . . . . . . . . . . . . . . . . . . . . . . . . . . . . . . . . . . . . . . . . . . . . . . . . . | . . . . . . . . . . . . . . . . . . . . . . . . . . . . . . . . . . . . . . . . . . . . . . . . . . . . . . . . . . . . . . . . . . . . . . . . . . . . . . . . . . . . . . . . . . . . . . . . . . . . . . . . . . . . . . . . . . . . . . . . . . . . . . . . . . . | . . . . . . . . . . . . . . . . . . . . . . . . . . . . . . . . . . . . . . . . . . . . . . . . . . . . . . . . . . . . . . . . . . . . . . . . . . . . . . . . . . . . . . . . . . . . . . . . . . . . . . . . . . . . . . . . . . . . . . . . . . . . . . . . . . . | . . . . . . . . . . . . . . . . . . . . . . . . . . . . . . . . . . . . . . . . . . . . . . . . . . . . . . . . . . . . . . . . . . . . . . . . . . . . . . . . . . . . . . . . . . . . . . . . . . . . . . . . . . . . . . . . . . . . . . . . . . . . . . . . . . . | . . . . . . . . . . . . . . . . . . . . . . . . . . . . . . . . . . . . . . . . . . . . . . . . . . . . . . . . . . . . . . . . . . . . . . . . . . . . . . . . . . . . . . . . . . . . . . . . . . . . . . . . . . . . . . . . . . . . . . . . . . . . . . . . . . . | . . . . . . . . . . . . . . . . . . . . . . . . . . . . . . . . . . . . . . . . . . . . . . . . . . . . . . . . . . . . . . . . . . . . . . . . . . . . . . . . . . . . . . . . . . . . . . . . . . . . . . . . . . . . . . . . . . . . . . . . . . . . . . . . . . . | . . . . . . . . . . . . . . . . . . . . . . . . . . . . . . . . . . . . . . . . . . . . . . . . . . . . . . . . . . . . . . . . . . . . . . . . . . . . . . . . . . . . . . . . . . . . . . . . . . . . . . . . . . . . . . . . . . . . . . . . . . . . . . . . . . . | . . . . . . . . . . . . . . . . . . . . . . . . . . . . . . . . . . . . . . . . . . . . . . . . . . . . . . . . . . . . . . . . . . . . . . . . . . . . . . . . . . . . . . . . . . . . . . . . . . . . . . . . . . . . . . . . . . . . . . . . . . . . . . . . . . . | . . . . . . . . . . . . . . . . . . . . . . . . . . . . . . . . . . . . . . . . . . . . . . . . . . . . . . . . . . . . . . . . . . . . . . . . . . . . . . . . . . . . . . . . . . . . . . . . . . . . . . . . . . . . . . . . . . . . . . . . . . . . . . . . . . . | . . . . . . . . . . . . . . . . . . . . . . . . . . . . . . . . . . . . . . . . . . . . . . . . . . . . . . . . . . . . . . . . . . . . . . . . . . . . . . . . . . . . . . . . . . . . . . . . . . . . . . . . . . . . . . . . . . . . . . . . . . . . . . . . . . . | Pablo Ponce         | Pablo Ponce         | Pablo Ponce         | Pablo Ponce         | Pablo Ponce         | Pablo Ponce         | Pablo Ponce         | Pablo Ponce         | Pablo Ponce      | Pablo Ponce      | Pablo Ponce      | Pablo Ponce      | Pablo Ponce      | Pablo Ponce      | Pablo Ponce      | Pablo Ponce      | Pablo Ponce      | Pablo Ponce | Pablo Ponce | Pablo Ponce | Pablo Ponce | Pablo Ponce | Pablo Ponce | Pablo Ponce | Pablo Ponce | Pablo Ponce | Pablo Ponce | Pablo Ponce | Pablo Ponce | Pablo Ponce | Pablo Ponce | Pablo Ponce | Pablo Ponce | Pablo Ponce | Pablo Ponce | Pablo Ponce | Pablo Ponce | Pablo Ponce | Pablo Ponce | Pablo Ponce | Pablo Ponce | Pablo Ponce | Pablo Ponce | Pablo Ponce | Pablo Ponce | Pablo Ponce | Pablo Ponce | Pablo Ponce | Pablo Ponce | Pablo Ponce |
| instrumentos | | | | | | | | | | | | | | | | | | | | | | | | | | | | | | | | | | | | | | | | | | | | | |                     |                     |                     | Herbert Kendall     | Herbert Kendall     | Herbert Kendall     | Herbert Kendall     |                     |                  |                  |                  |                  |                  |                  |                  |                  |                  |             |             |             |             |             |             |             |             |             |             |             |             |             |             |             |             |             |             |             |             |             |             |             |             |             |             |             |             |             |             |             |             |             |
| instrumentos | | | | | | | | | | | | | | | | | | | | | | | | | | | | | | | | | | | | | | | | | | | | | |                     |                     |                     |                     |                     | Alexis Contreras    | Alexis Contreras    | Alexis Contreras    | Alexis Contreras | Alexis Contreras | Alexis Contreras |                  |                  |                  |                  |                  |                  |             |             |             |             |             |             |             |             |             |             |             |             |             |             |             |             |             |             |             |             |             |             |             |             |             |             |             |             |             |             |             |             |             |

      Formación actual de Illapu

## Discografía

### Álbumes de estudio
- 1972 - Música andina
- 1975 - Chungará
- 1976 - Despedida del pueblo
- 1977 - Raza brava
- 1978 - Canto vivo
- 1979 - El grito de la raza (primera versión inédita)
- 1981 - El canto de Illapu
- 1982 - Y es nuestra
- 1984 - De libertad y amor
- 1988 - ...Para seguir viviendo
- 1991 - Vuelvo amor... vuelvo vida
- 1993 - En estos días
- 1995 - Multitudes
- 1998 - Morena esperanza
- 2002 - Ojos de niño
- 2006 - Vivir es mucho más
- 2014 - Con sentido y razón
- 2016 - Antología viva

### Discos en vivo
- 1980 - Theatre de la Ville
- 1986 - Live In Australia
- 1989 - En vivo: Parque La Bandera
- 2000 - Momentos vividos
- 2005 - Illapu 33
- 2008 - Illapu VIVO
- 2016 - Illapu a 45 Años Edición Especial
- 2018 - Illapu a 30 años del regreso

### Compilatorios y reediciones
- 1986 - Atacameños
- 1990 - Lo mejor de Illapu

- 1992 - Divagaciones (Grabación nueva de instrumentales de los '70 y '80)
- 1994 - De sueños y esperanzas
- 1997 - Sereno
- 2001 - Antología 1972-1982
- 2001 - El grito de la raza (Nueva versión)
- 2002 - Sus Más Grandes Éxitos
- 2003 - Memoria del cantar popular
- 2014 - Con sentido y razón

### DVD
- 2003 - Sus más grandes éxitos
- 2005 - Illapu 33
- 2008 - Illapu Vivo
- 2014 - Con sentido y razón en vivo DVD

### Colectivos
- 1982 - 12. Festival des politischen Liedes
- 1984 - La mémoire chantée de Régine Mellac
- 2006 - Greatest Songs Ever: Chile

### Colaboraciones
- 1997 - Trilogía: El Reencuentro (de Los Jaivas)
- 1999 - La sangre en el cuerpo (de Los Tres)
- 2000 - Chilena (de Cecilia Echeñique)
- 2002 - Pablo Querido (de Pablo Milanés)

### Videos Musicales
- Vuelvo para Vivir - 1991 - Vuelvo Amor... Vuelvo Vida
- Lejos del Amor   - 1993 - En estos días
- Un poco de Mi Vida - 1993 - En estos días
- Del pozo de mis sueños - 1993, 1994 - En estos días
- Volaras - 1994 - En estos días
- Sincero positivo - 1995 - Multitudes
- Hagamos un pacto - 1995 - Multitudes
- Que broten las palabras - 1996 - Multitudes
- Qué nos está pasando - 1996 - Multitudes
- Morena esperanza - 1998 - Morena esperanza
- Tu propia primavera - 1998 - Morena esperanza
- El loco del puerto - 1998 - Morena esperanza
- Si queremos - 2000 - Momentos Vividos
- Ojos de Niño - 2002 - Ojos de Niño
- Así te Canto - 2002 - Ojos de Niño
- Vivir es mucho más - 2006 - Vivir es mucho más
- Que manera - 2006 - Vivir es mucho más
- Aquellos Tiempos - 2014 - Con sentido y razón
- La vida volverá - 2021 - La vida Volverá
- El baile de los que sobran - 2022 - El baile de los que sobran
- Aunque los pasos toquen - 2023 - Aunque los pasos toquen